# マーベル・シネマティック・ユニバースの登場アイテム・テクノロジー一覧
マーベル・シネマティック・ユニバースの登場アイテム・テクノロジー一覧（マーベル・シネマティック・ユニバースのとうじょうアイテム・テクノロジーいちらん）は、映画シリーズ『マーベル・シネマティック・ユニバース』（MCU）のマーベル・スタジオ製作による映画本編及び、ビデオ短編映画シリーズ・Disney+独占配信作品に登場するツール・武器・テクノロジー・ビークルの一覧である。

## ヒーローたちのアイテム・テクノロジー

### アントマン&ワスプ
アントマン&ワスプのツール一式は全てハンク・ピム/アントマン（初代）によって開発されたものである。
アントマン・スーツ
スコット・ラング/アントマンが装着するアリを意識したデザインの特殊スーツ。本体サイズを装着者の身体ごと変化させられる機能を有しており、現在のところ、本スーツはマーク4まで登場しており、マーク1は若き日のピムも装着していた。
ワスプ・スーツ
ハチを意識した女性用特殊スーツ。アントマン・スーツと同様の機能のほか、背面から展開する“バイオ・ウィング”で飛行する機能も備えている。
マーク1
ジャネット・ヴァン・ダイン/ワスプ（初代）が装着していたワスプ・スーツ。
マーク2
ホープ・ヴァン・ダイン/ワスプが装着するワスプ・スーツ。ピム夫婦が1980年代に愛娘のホープのために密かに開発していた先進プロトタイプスーツをピム父娘が完成させたものである。両手グローブにはさまざまな武器を発射する“スティンガー”を備えている。
ピム粒子（Pym Particles）
登場作品：『アントマン』、『アントマン&ワスプ』、『アベンジャーズ/エンドゲーム』
ピムが開発した、物質を縮小・拡大させる機能を持つ液体状の化学物質。色は縮小用が赤、拡大用が青である。正確には「原子間の相対距離を操作することで、密度と強度を高める」粒子であるため、質量は変化しない。アントマンとワスプのスーツやピム粒子ディスクなどの装備に搭載されるほか、爆薬にも詰め込んで、大規模な爆風を瞬時に粒子レベルまで小さくさせ、実質的に消滅させるといった応用も可能。
ピムは本粒子の悪用を考慮して、その研究を長きに渡り秘匿してきたが、そのことで本粒子を欲するハワードやミッチェル・カーソンと決別してしまう。
タイム泥棒作戦実行時には、タイムトラベルのために必要不可欠な要素となる。しかしこの頃には、本粒子の残数は潤沢ではなかったようで、スコットは作戦開始前の時点で、（作戦に参加するヒーロー1人に支給できる量は）タイムトラベル1往復分だけしかないとブルースたちに伝えている。
また、ネビュラに支給されたものはタイムスペースGPSと共に2014年時の彼女に奪われ、エボニー・マウが増産したことにより、当時のサノスの群勢が2023年へ襲来する。
ピム粒子ディスク（Pym Particles Disks）
登場作品：『アントマン』、『シビル・ウォー/キャプテン・アメリカ』、『アントマン&ワスプ』
スコット/アントマンやホープ/ワスプの武器である、手裏剣のような形状の小型ディスク。ピム粒子を内蔵したこのディスクをぶつけられた物体や生き物は、そのサイズが縮小・拡大される。スコットは直接投擲するが、ホープはワスプ・スーツの“スティンガー”から発射する。一定以上のサイズで完全に固定された物体にぶつけると、 無理矢理サイズが変わろうとするインパクトで破壊することができる。
スコットは、量子世界まで縮小し続けて落ち込んだ際に機転を利かせて調整機に拡大ディスクを装填することを試し、元のサイズに戻ることに成功する。

### その他のヒーロー
ウィンター・ソルジャーの武装・ツール
バッキー・バーンズ/ウィンター・ソルジャーは、金属製の左義手“サイバネティック・アーム”を主戦力とし、そのほかにも多数の銃火器や爆弾などを駆使する。

ブラックパンサーのツール
ティ・チャラ/ブラックパンサーは、黒豹モチーフの戦闘服“ブラックパンサー・スーツ”を主武装とし、場合によって“EMPビーズ”なども行使する。

ドクター・ストレンジのレリック
スティーヴン・ストレンジ/ドクター・ストレンジは、意思を持つ“浮遊マント”を愛用し、同時に後述の“スリング・リング”や“アガモットの目”も活用する。

ネビュラのツール
ネビュラは、“電気ショックスタッフ”や“電気ショックブラスター”を愛用し、サイバネティックス強化で移植された“機械義手”なども行使する。

スターフォースのユニフォーム（Starforce Uniform）
キャロル・ダンヴァース/キャプテン・マーベルが、記憶を失っていた頃から使用していたスターフォースのスーツとガントレットで、キャロルはこれをそのまま流用・アレンジし、装備する。

## ツール・武器・兵器

### 地球

#### レリック（Relic）
地球の魔術師が使用する道具。道具ごとに強力でさまざまな魔力が込められており、それぞれ戦闘や移動に用いられる。レリック自体が、持ち主を選ぶ。
スリング・リング（Sling Ring）
登場作品：『ドクター・ストレンジ』、『マイティ・ソー バトルロイヤル』、『アベンジャーズ/インフィニティ・ウォー』、『アベンジャーズ/エンドゲーム』、『シャン・チー/テン・リングスの伝説』、『スパイダーマン:ノー・ウェイ・ホーム』、『ドクター・ストレンジ/マルチバース・オブ・マッドネス』
使用する魔術師が望む行き先へのゲートウェイ（出入り口）を開く指輪で、人差し指と中指だけ通すメリケンサックのような形状をしている。それぞれが独特の細工となっており、色は白に近い黄色。魔術師の中でも初歩的な道具で、最初に使用法を学ぶレリックである。これを指先に嵌めて前方にかざし、もう片方の手で反時計回りに円を描くことで時空に折り目を作り、ゲートウェイを開けるが、集中して行き先を念じなければ発動しない。また、「ミラー次元」からの脱出に必要不可欠なアイテムでもあるが、戦闘などで紛失してしまえばゲートウェイによる移動は不可能になり、ゲートウェイは一度開くと、開いたままの状態を維持して魔術師によって閉じる場合もあれば、一定時間を経過することで消滅する場合もあり、これを使って開いたゲートウェイは、閉まりかけた際に物体を挟み込むと、その物体を切断してしまうほど危険性も有し、ウォンが開いたゲートウェイによって氷河地帯に放逐されたカル・オブシディアンが左腕を挟まれて切断された。さらに、ミラー次元内でゲートウェイ同士が衝突すると、周囲を破壊してしまうこともあり、ピーター/スパイダーマンとストレンジがミラー次元で小競り合いを繰り広げた際には、これによって彼らの周囲の空間が破裂し、その衝撃でピーターたちも吹き飛んでいる。
さらに、「マスターズ・オブ・ミスティック・アーツ」に属する魔術師以外にも「魔術師の家系」と自称する市井の少年ネッド・リーズも、見様見真似でストレンジのリングを使ってゲートウェイを開くことに成功している。
ドクター・ストレンジのレリック

モルドのレリック
カール・モルドは、履くことで空中を歩行・跳躍できる“ヴァルトのブーツ”や、多節棍のように変化する“リビング・トリビューナルの杖”を用いる。

ワトゥームの杖（Wand of Watoomb）
登場作品：『ドクター・ストレンジ』
香港のサンクタム・サンクトラムのレリックの陳列室に置かれていたワンド。両端が一対の角がある悪魔の頭部のようになっており、使用時に両端の顔が開くと言われており、魔法のエネルギーを吸収・増幅して方向を変えて別方向から放出する能力を有している。ウォンがカエシリウスらゼロッツに立ち向かうために持ち出す。
スペクターの杖（Specter's Staff）
登場作品：『ドクター・ストレンジ』
ダニエル・ドラムが武器としていたスタッフ。
扇子
登場作品：『ドクター・ストレンジ』
エンシェント・ワンが愛用する小さな木製の扇子。
アガモットのオーブ（Orb of Agamotto）
登場作品：『ドクター・ストレンジ』
カマー・タージの図書館のアンティチェンバー（控えの間）に浮遊した状態で保管される、アガモットによって造られた大型の球体。エンシェント・ワンが各サンクタムの結界を監視するためのもので、アガモットの目の台座のダイヤルを回すことでオーブ本体を起動させて、結界の堅牢さを目視できる。
ボムガリアスの火鉢（Brazier of Bom'Galiath）
登場作品：『ドクター・ストレンジ』、『ドクター・ストレンジ/マルチバース・オブ・マッドネス』
ニューヨークのサンクタム・サンクトラムの陳列室に飾ってあった火鉢。火をかざすと強力な炎を吹き出す。カエシリウスとの戦いで防戦一方だったストレンジは、このレリックを咄嗟に相手に向けたものの、使い方を知らなかったため、投擲攻撃に使用。その結果破損する。
サイトラックのクリムゾン・バンド（Crimson Bands of Cyttorak）
登場作品：『ドクター・ストレンジ』、『マイティ・ソー バトルロイヤル』、『スパイダーマン:ノー・ウェイ・ホーム』
3000年前のバビロンで作られた拘束具。ウエスト把握器、腕部拘束具、嵌ると心地悪くなる胴体拘束具、痒みを伴う首枷などで構成されるこれもニューヨークのサンクタム・サンクトラムの陳列室の壁にかけてあったレリックで、カエシリウスと戦闘中のストレンジが浮遊マントのサポートを受けて投げつけると、カエシリウスの身体にはまり、彼を膝まづかせながら機械的な挙動と共に、カエシリウスの手足と口元の自由を奪った。しかしストレンジがルシアンと戦っているうちに、カエシリウスはこれを壊して拘束を解く。
ソーがストレンジの元を訪ねた以降も、ニューヨークのサンクタム・サンクトラムの壁にかかっていたことから修復された・若しくは別物があったことがうかがえる。
ダヴェロスのダガー（Daggers of Daveroth）
登場作品：『ドクター・ストレンジ』、『マイティ・ソー バトルロイヤル』、『スパイダーマン:ノー・ウェイ・ホーム』
ニューヨークのサンクタム・サンクトラムの陳列室に飾ってあった短剣。短い刃は、“ダヴェロスの尖ったひと刺し”と呼ばれる。数本が存在し、ゼロッツの面々も携行する。
コスモスの大釜（Cauldron of the Cosmos）
登場作品：『アベンジャーズ/インフィニティ・ウォー』
ニューヨークのサンクタム・サンクトラムの広間に置かれた釜。トニーはこれに手すり代わりとして掴まり、ストレンジが怒って彼の手を払うが、レリックとして使用された描写はない。
マッキナ・ディ・カダヴァス（Macchina di Kadavus）
登場作品：『スパイダーマン:ノー・ウェイ・ホーム』
アガモットの目に似たディテールで肉抜きされた箱。中断した魔術を凝縮して封印する古代の遺物で、魔術師がこれに両手を翳すことにより、各部品が開閉し、封印された魔術を解き放つ。また、魔術師でない人物でも、上部にあるボタンを押すだけで封印された魔術を解き放つことが可能。
「ピーター・パーカーがスパイダーマンの正体である」という記憶を世間の全ての人々から消そうとしてカフカルの魔法陣を発動・失敗し、時間と空間の境界を崩壊させてしまったストレンジによって、中断した魔法陣を一時封印するために使用され、後に並行世界から転移してきたヴィラン一同を元の世界にそのまま戻そうと魔法陣を解放されかけるが、その処遇を否定したピーターとストレンジの間で争奪戦が繰り広げられた。その結果、ピーターがこの対決を制し、MJとネッドに預けられた。
MJたちは、これのボタンを押すことなく所持し続け、心身共に傷付いたピーターも、並行世界から転移してきた2人のピーター/スパイダーマンと会した際に、彼らとヴィラン一同をそのまま元の世界に戻すためにボタンを押そうとしたが、MJに反対されて思いとどまった。
そしてこれは、ピーターによってヴィラン一同を呼び寄せる道具として利用され、スパイダーマンズとヴィラン一同の決戦の最中に再びMJたちに預けられ、戻ってきたストレンジによって魔法陣を解放されかけたが、遅れて現れたノーマン・オズボーン/グリーン・ゴブリンにはめ込まれたパンプキン・ボムの爆発で破壊され、時間と空間の境界の崩壊が再び発生する事態となる。

#### ハマー・インダストリーズ製兵器
ハマー社のアーマー
登場作品：『アイアンマン2』
ハマー社がアイアンマンに対抗して試作した量産型パワードスーツ。生産コストは1機につき1億2570万ドル。ヘルメットを外して首部から「入り込む」形で装着・運用されるが、装着試験の志願者が見つかっておらず、非装着での運用試験を行っていた。しかし失敗し開発が停滞しており、後にヴァンコによってウィップラッシュ マーク2とハマー・ドローンへと改造される。
ハマー・ドローン

#### バルチャーの一味の武器・ツール
登場作品：『スパイダーマン:ホームカミング』
以下の武器やツールはエイドリアン・トゥームス/バルチャーの部下であるフィニアス・メイソン/ティンカラーによって改良・開発されたものであり、その多くが回収したチタウリのエナジー・コアをパワー源として搭載し、チタウリのテクノロジーを元に作られ、闇市場で密売される商品として多数のマフィアやテロリストに売り捌かれた。また、バルチャーの一味は下記に紹介したものの他にも、後述の“ブラックホール・グレネード”も商品としていた。
バルチャーのツール
トゥームス専用の“バルチャーのエグゾスーツ”と、“マター・フェーズ・シフター”、“真空密封シール”、後述の“ブラスター”を装備・駆使する。

ショッカーのツール
投棄されていたラムロウ/クロスボーンズのメカニカル・ガントレットを回収・改良した “ショッカー・ガントレット”と、後述の“ブラスター”を装備・駆使する。

トーチランプ
鋼やコンクリートを容易に焼き切るレーザーを放つ溶接機。レーザーの強弱は調節可能で、アベンジャーズのヒーローのお面を被った強盗団に用いられ、銀行のATM1台を取り出しやすいサイズに焼き切った。そこに駆けつけたピーターに対し、ハルクのお面を被った輩がレーザーを放つが、それは流れ弾となってデルマーの食品雑貨屋に命中してしまう。
反重力銃
浴びせた対象を引き寄せたり、浮き上げる反重力波を放つ特殊銃で、起動時には発生機が前方に展開する。これもアベンジャーズのヒーローのお面を被った強盗団に用いられ、キャプテン・アメリカのお面を被った輩がピーターに対して重力波を放って翻弄する。
ブラスター
強力なブラストを発砲するビームガン。劇中では、ブライスが使用したものと、トゥームスが使用したものが登場した。
前者はウルトロン・セントリーの片腕を回収・改良したもので、放たれるブラストは命中した対象の直径数メートルを爆破・放電する。ブライスがアーロン・ディヴィスとの取引時やピーターの追跡を振り切るために使用したが、ピーターの反撃を受けたことで取り落とし、分解する。
後者はブライスの粛正とフェリーでのピーターやFBI捜査官たちとの戦闘で使用し、ピーターのウェブに縛られて取り落とすものの、その際の衝撃でコアが暴発して、より強力なエネルギー波が放出。フェリーを真っ二つにする。

#### その他のツール・武器
レプリカ・ユニフォーム
登場作品：『キャプテン・アメリカ/ウィンター・ソルジャー』
スミソニアン博物館に展示されていた、キャプテン・アメリカの戦時中のユニフォームのレプリカ。ステルス・ユニフォームを手放したスティーブが、“インサイト計画”阻止のための戦闘へ身を投じる際に、博物館から拝借し着用したが、オリジナルのユニフォームのような基本性能はなく、デザインも細部がオリジナルとやや異なる。
電磁パルス通信装置（EMP Communication Device）
登場作品：『アントマン』、『アントマン&ワスプ』
ピムによって開発された、イヤピース型ツール。使用者はこれを耳にはめ込むことで、アントマン・スーツと対になるヘルメットと同様に、アリの嗅覚中枢を刺激する電磁波を発し、アリに指示して操ることができる。但し簡単に扱える代物ではなく、使用者がアリを操るには高い集中力が必要である。
ピム親娘はこれを難なく使いこなし、スコット・ラング/アントマンも苦労と特訓を重ねてアリたちを操れるようになる。
量子スーツ（Quantum Realm Exploration Suit）
登場作品：『アントマン&ワスプ』、『アベンジャーズ/エンドゲーム』
宇宙服を彷彿させる、量子世界で安全に活動するための気密服。ジャネット・ヴァン・ダインを量子世界から救うため、ピムが探査機への搭乗時に着用する。
後にスコットによってアベンジャーズ・コンパウンドへ持ち込まれ、アベンジャーズのタイム泥棒作戦のためのタイムトラベル実験においてスコットが着用する。
レッド・ガーディアンのユニフォーム（Red Guardian's Uniform）
アレクセイ・ショスタコフ/レッド・ガーディアンが、若き全盛期の頃の戦いで着用していたタクティカル・コンバット・スーツ。
虹彩スキャナー
登場作品：『アベンジャーズ』
ロキと彼に操られたクリントがシェーファー警備会社からイリジウムを奪取するために使用したツール。同型のものが2台1セットとなっており、片方でスキャンした虹彩データをもう片方へ送信する機能やホログラムで再現する機能を有する。
ロキは力尽くでシュトゥットガルトにいたハインリヒ・シェーファーから虹彩をスキャンし、シェーファー警備会社に浸入したクリントへ送信することでイリジウムを奪取させる。
ホログラム再生機
登場作品：『アイアンマン3』
アルドリッチ・キリアンがツールボックスに収めて携行・使用する、ホログラム再生用のツール。転がした銀色の掌大のボール3個から人体の内部や、他の場所のリアルタイムで撮影中の対象までをリモコン操作でホログラムとして空間に再生する。
ダレン・クロスのツール
ダレン・クロス/イエロージャケットは、自ら開発した、後述のクロス粒子が装填された軍事用プロトタイプスーツ“イエロージャケット”と“シュリンクガン”を使用する。

クロスボーンズのボディアーマー（Crossbones' Battlefield Suit）
意識を取り戻して傭兵兼武器商人となったラムロウ/クロスボーンズがテロ活動と身体の火傷を覆い隠すために用いる装甲服。
生物兵器
登場作品：『シビル・ウォー/キャプテン・アメリカ』
ラゴスの感染症研究所に保管されていた兵器。具体的な概要は不明だが、ラムロウの一味がこれを狙って研究所を襲撃し、奪取に成功してラムロウの手下の1人が所持して逃走。アベンジャーズと争奪戦を展開したが、ナターシャとレッドウィングを操作したサムの連携により、地面に落ちる間一髪のところで奪還に成功する。
ソニック・アーム・キャノン
ユリシーズ・クロウのプラスチック製左義手に内蔵されている銃砲。左義手が左右に展開して銃砲本体がせり上がり、一発でヴィブラニウム製の自動車をも破壊できる衝撃波を発射する。
ゴースト・スーツ（Ghost Suit）
かつてS.H.I.E.L.D.が、エイヴァ・スター/ゴーストのために開発した特殊ボディスーツ。これを着用することでエイヴァは、自らの制御困難な量子フェージング能力の安定化・制御と、能力の反動による絶え間ない痛みを軽減しながら活動する。
ミステリオ・スーツ
クエンティン・ベック/ミステリオがヒーローとして振る舞う際に身に纏うコスチューム。だが実際はモーションキャプチャー用のスーツにドローンを操作するタッチパネルが搭載されたものであり、別にある実物のコスチュームにはなんの機能も備わっていない。

#### 薬品
超人血清（Super Soldier Serum）
MCUの複数の作品に登場する、人体強化用の青い薬品。この血清をアンプル1本分でも投与された者は、常人を大きく上回るほどの身体能力各種や負傷からの治癒力を発揮できるようになるほど肉体が強化されるが、その反面投与された人物の性質まで増幅させる副作用も有するほど全く無害と言えない不完全なものであるため、善人はより善人になるのみならず、悪人はより悪人になってしまう大きなリスクも秘めている。また、保存方法は冷蔵処理が必須である。
戦後は、後述の理由から複数の科学者や組織がこの血清を再現・完成させようと研究していた。
エイブラハム・アースキン製
登場作品：『キャプテン・アメリカ/ザ・ファースト・アベンジャー』
第二次世界大戦時にアースキンが開発した、スーパーソルジャー計画の中核となるオリジナルの超人血清。
最初に危険性を考慮せずに開発途中のこの血清を投与したシュミットは、超人的パワーを自らのものにし悪虐の限りの数々を尽くすほど残虐性もより増大したことに加え、頭頂部から首の皮膚が禿げて赤い髑髏のようになってしまった。故にスーパーソルジャー計画の被験者探しは難航したが、アースキンと出会ったスティーブが正式に被験者と選ばれたため、実験実行が可能となった。
スティーブを被験者とした実験では、彼の身体にアンプル7本分の血清が投与されたが、余ったアンプル1本分の血清は、クルーガーに強奪された。しかしクルーガーがスティーブに捕まったはずみでアンプルが破棄されてしまい、アースキンの死により純然な製造法は失われた。
血清とヴァイタ・レイで強化されたスティーブは、細身の女性3人が跨ったバイク1台を両腕で軽々と持ち上げ、パンチやキック1発で常人を数メートル吹き飛ばせる怪力と、ひと跳びで数メートルも跳躍できるジャンプ力、数秒間だけ目にした地図の内容をかなり正確に暗記できるほどの記憶力も備わり、さらに新陳代謝が常人の約4倍になって薬物やアルコールの代謝も速く酒に酔いにくくなった。
ハワード・スターク製
登場作品：『シビル・ウォー/キャプテン・アメリカ』
戦時中に発明されたオリジナルのデータを元に、ハワードが再現した超人血清。1991年12月16日の夜に、ハワードによって血液パック5つ分の血清がペンタゴンへ運搬されていたが、ヒドラに操られたウィンター・ソルジャーの襲撃を受けて強奪された。しかし、この血清の完成度はオリジナルに至らず、投与された被験者は苦しんだ末に当時のバッキーを上回る身体能力を得たものの、理性を失って暴走している。
スターク・インダストリーズ製
スターク社によってオリジナルのデータを元に再現された超人血清。ブルースやブロンスキーの変貌の一端となる。
ウィルフレッド・ネイゲル製
登場作品：『ファルコン&ウィンター・ソルジャー』
ウィルフレッド・ネイゲルがヒドラ在籍時代に、5度の実験失敗をした“ウィンター・ソルジャー計画”を継いだ後に、CIAでの安定状態に近い血清の確認を経て再現した超人血清。試行錯誤の末に、安定状態に近い血清から必要な成分の抽出に成功したことで、これまで再現されたものより改良されているとネイゲルが豪語するとおり、冷蔵保存を必要とせず、この血清を投与した者は体型が大きく変わることなく脅威的な身体能力各種を得られる。その一方で、投与された人物の性質まで増幅させる副作用は改善されていない。
マドリプールでパワー・ブローカーによる出資を受けたネイゲルによって20人分の血清が開発され、フラッグ・スマッシャーズの主要メンバーの数名に投与されるも、余った血清入りアンプル数本はフラッグ・スマッシャーズのリーダーのカーリ・モーゲンソウに奪われ、バックに収められてニコの祖父の墓石の中に隠された。
後にフラッグ・スマッシャーズの面々は、ヒーローであるサムやバッキーたちと互角以上に交戦できるほどのパワーを発現したが、カーリは活動時に躊躇うことなくGRCに属する者たちを一斉に殺害しているなど、残忍性まで増幅された。さらにカーリは、フラッグ・スマッシャーズのメンバーを増やす目的で墓石から取り出して保有するが、ジモの襲撃で全て落としてしまい、彼に破棄されてしまった。だがアンプル1本分の血清が破棄を免れ、これを見つけたウォーカーに着服・投与された。これによってウォーカーも超人兵士となったが、大衆の眼前でニコを容赦無く惨殺したり、この一件から不名誉除隊を突き付けた諮問委員会に荒々しく反論するなど、彼も負の一面が増幅されてしまう。
このほかにも、最初のウィンター・ソルジャーであるバッキーが自身を超人兵士と称していることや、イザイア・ブラッドリーが若い頃に自分も超人兵士に仕立て上げられたという経験談、母国の科学によって超人兵士のスーパーパワーを得たアレクセイなどの事例から、ハワード製のものを入手する以前のヒドラや朝鮮戦争の頃のアメリカ軍、崩壊前のソ連も血清の再現に成功していたことが各作品で暗示・示唆されている。
テトロドトキシンB（Tetrodotoxin B）
登場作品：『キャプテン・アメリカ/ウィンター・ソルジャー』
ブルースが自身の変身対策として作り上げた、抗ストレス薬。これを投与した者は、心拍数が1分につきおよそ1回まで遅くなる。本薬剤そのものは台詞のみの登場だったが、ウィンター・ソルジャーに襲われたフューリーが自身に投与させ、自らの死を擬装する。
自白剤（Uzman's Truth Serum）
登場作品：『アントマン&ワスプ』
ウーズマンがSIS時代から使用している薬品。注射器で投与させた対象者から聞き出したいことを白状させるもので、ウーズマンらはこれを「精神活性剤」と呼称する。スコットたちが滞在するモバイル研究所の在処を白状させるために、ウーズマンがルイスに投与させたが、スコットとの出会いから、彼とホープの馴れ初めまでを延々と説明させることになってしまった。
後にルイスたちが逆利用してバーチらに投与し、彼らは警察に自分らの裏稼業を白状して逮捕される。その際ウーズマンは、これを“自白剤”だと身をもって理解する。
レッドダスト（Red Dust）
登場作品：『ブラック・ウィドウ』
エレーナ曰く「メリーナと同世代のウィドウが密かに合成し、化学的に脳機能を変化させて、外部操作から脳神経を守ることができる反作用剤」である赤い合成ガス。封入しているバイアルからウィドウたちやタスクマスター（アントニア）の頭にかけることで、彼女たちに施された化学的洗脳を解くことができる。
レッドルームにとって秘密のものであるため、モロッコでこの薬品の回収任務を遂行中だったエレーナは、ある男性から薬品入りケースを受け取ったオクサナを奇襲し、致命傷を負わせるが、これをかけられたことで洗脳を解かれ、彼女から残った14本分のバイアルとウィドウたちの解放を託された。そこからエレーナはナターシャに助けを求めて、バイアルを彼女と2人で撮ったポラロイド写真付きでナターシャのノルウェーのトレーラーハウスに送りつけた。
しかしこのことでナターシャたちは、ノルウェーとプダペストでタスクマスターやウィドウたちに度々襲撃されて危機に陥るも、これを死守することに成功。後にナターシャとメリーナの策でレッドルーム本部に乗り込んだ際には、一時保冷庫に保管されるがエレーナが奪還し、バイアル全てをM84スタングレネードと組み合わせ、ウィドウたちの頭上で爆破・散布させて彼女たちの洗脳を解いた。
そして爆破を免れたアンプル2本はナターシャが拾い、1本はアントニアの眼前で破裂させて薬剤を吹きかけ、彼女の洗脳を解いた。最後の1本は、世界中に散在するウィドウたちを救うために複製させる目的で、ナターシャからエレーナたちに委ねられる。
ピーター製の治療薬
登場作品：『スパイダーマン:ノー・ウェイ・ホーム』
ピーターが並行世界から転移してきたヴィラン一同の体質や人格を治療し、本来の善人に戻すために作り上げた各種薬品。当初は、ハッピーのコンドミニアムにおいてピーターとノーマンが“ファブリケーター”を使って作成されたが、その運用・開発はグリーン・ゴブリンの表出と反撃によって一時失敗・中断を余儀無くされてしまった。しかしメイによってコンドミニアムから持ち出された未完成の各種薬品とデバイスはピーター（ピーター1）の手に全て渡り、後に彼と並行世界からやってきた2人のピーター/スパイダーマン（ピーター2とピーター3）によって改修され、ヴィラン一同との決戦直前に自由の女神像の外周各所にウェブで固定される。
リザード用解毒剤
カート・コナーズ/リザードの体質や凶暴な性格を本来の状態へ戻すために作られたガス状の解毒剤。コンドミニアムでは未完成だったが、ミッドタウン高校の化学室で以前リザードを治療した経験からこれを完成させると志願したピーター3によって完成し、ミッドタウン高校の校章がプリントされたステンレス製のボトルに封入された。
決戦の際に、コナーズの突進を受けたピーター1が彼にボトルを噛み砕かせることでガスが放出され、これを浴びたリザードの体質と性格を治療し、彼を元のコナーズの姿に戻す。
グリーン・ゴブリン用血清
善良なノーマンからグリーン・ゴブリンとしての凶悪な別人格を抹消するための注射式の薬品。コンドミニアムでノーマン自身とピーター1によって作られ、ゴブリンが表出した際にメイに持ち出されると、彼女によってピーター1を追い詰めていたゴブリンに投与され、若干のダメージは受けたものの、未完成だったためゴブリンの人格の完全な抹消には失敗。
その後、ミッドタウン高校の化学室で以前からずっとノーマンを救うための解毒剤を考え続けてきたピーター2が新しい薬品を作ると志願し、ダクトテープ、CO2カートリッジ、ホットグルーガンを組み合わせて、薬品とそれを封入した注射装置が完成されると、決戦の際にピーター3からピーター1へパスされ、彼によって追い詰められたゴブリンに投与され、その凶悪な人格を抹消し、元のノーマンの人格に戻すことに成功する。

#### その他
ピンゴ・ドセ（Pingo Doce）
登場作品：『インクレディブル・ハルク』
ブラジル・ホッシーニャの“ポルト・ヴェルデ”で瓶詰めされていたガラナ飲料。ブルースの血液がこの飲料のうちの1本に混入してしまい、ロスがブルースの潜伏先を察知する遠因となる。
この飲料の広告も度々登場しており、スコットと彼の仲間たちが住居としていた“ミルグロム・ホテル”の外壁に宣伝ポスターが貼られており、“アース51825”では、ニューヨークのタイムズスクエアに看板がある。
ゾディアック（Zodiac）
登場作品：『エージェント・カーター』
惑星記号のようなマーキングが施された小瓶に納められた青い液状の物質。SSRが以前から追っていた薬品若しくは化学兵器のようだが、劇中でその詳細は明かされなかった。
この物質を運搬・保有していた一味によって、ホワイトストーン橋を通過した後、ブルックリンのとある倉庫に搬入されたが、このことを知って単身で倉庫に乗り込んだペギーに回収される。
ペンダント
登場作品：『シャン・チー/テン・リングスの伝説』
イン・リーが、幼い頃のシャン・チーとシュー・シャーリンに1個ずつ首飾りとして託した、2個1セットの緑色の宝石。この2個の宝石を、テン・リングス本部の龍の彫刻の眼窩の部分に1個ずつはめ込むことで、ター・ローへの道を示す水の地図が形成される。
現代においても、シャン・チーとシャーリンは亡くなった母の形見としてそれぞれ肌身離さず首に下げていたが、シャン・チーのものはサンフランシスコでレーザー・フィストに、シャーリンのものはデス・ディーラーにそれぞれ奪取され、後にウェンウーによって、龍の彫刻にはめ込まれて水の地図を形成させる。

### 宇宙

#### チタウリの武器・兵器
キャノン砲（Chitauri Gun）
登場作品：『アベンジャーズ』、『アイテム47』、『スパイダーマン:ホームカミング』
チタウリの標準武装の一つである、指向性エネルギー砲。外装は非反応装甲プレート製で、荷電粒子フィールドを搭載している。片腕に嵌め込んで運用され、銃口からエネルギー光弾を放つ。ジャスパー・シットウェルが「回収されたこの銃砲は発射不可能だった」と言及したことから、特定の使用法がある様子である。また、その破壊力から発砲時の反動も強力で、この銃砲を生身で使ったベニー・ポラックとクレア・ワイズは右手に負担がかかったことを述懐している。
チタウリがアベンジャーズに敗れた後、この銃砲は47丁分マンハッタンに残り、S.H.I.E.L.D.やダメージ・コントロール局に回収される。このことからS.H.I.E.L.D.エージェントからは“アイテム47”と管理番号が付けられた。
これを一丁入手したことでクレアとベニーは、各地で銀行強盗を繰り返すが、シットウェルに回収されることとなる。
長距離用ライフル（Chitauri Staff）
登場作品：『アベンジャーズ』、『スパイダーマン:ホームカミング』
チタウリの標準武装の一つである、先端に光る刃と銃口が付いた戦根。出力強化房室と分子不安定化装置が内蔵されており、銃口からはアーム・キャノンと同様に銃口からエネルギー光弾を放つ。ナターシャもチタウリからこの武器を奪い取って、鮮やかに振るう。
グレネード（Chitauri Bomb）
登場作品：『アベンジャーズ』
チタウリの標準武装の一つである、携帯端末のような形状の手榴弾。チタウリの数体が銀行に閉じ込めた人々を爆破しようとした際に準備したが、スティーブが割って入り妨害されたため、爆破はしたもののスティーブが軽く吹き飛んだのみに終わる。

#### ダーク・エルフの武器・兵器
ダーク・エルフの武装は、闇のエネルギーとブラックホールを動力とする。
生命維持スーツ/サバイバルスーツ
登場作品：『マイティ・ソー/ダーク・ワールド』、『ガーディアンズ・オブ・ギャラクシー』
ダーク・エルフらが常時着用している禍々しい戦闘服。現代の生命体に必要なあらゆる自然物質に適さない体質のダーク・エルフの身体を守る。
仮面
登場作品：『マイティ・ソー/ダーク・ワールド』
ダーク・エルフらがスーツと共に常時装着している生命維持用のマスク。毒に蝕まれる以前のダーク・エルフの風貌に似ているらしく、レンズはダーク・エルフの光に敏感な目を守る。
また、アルグリムはカースに任命された際に、怪物のようなデザインをした兜型のマスクを被って顔に結合させる。
ダーク・マターの短剣（Dark Matter Dagger）
登場作品：『マイティ・ソー/ダーク・ワールド』、『ホワット・イフ...?』シーズン1第2話
マレキスが愛用する短剣。マレキスはこの武器でアルグリムの腹にカース・ストーンを隠すための刺し傷を開き、フリッガとの白兵戦も展開する。
アース21818では、“ノーウェア”にあるコレクションルームにおいて、タニリーア・ティヴァン/コレクターがコレクションする武器の一つとして登場し、ティヴァンがティ・チャラに対抗するために用いる。
粒子ライフル（Particle Rifle）
登場作品：『マイティ・ソー/ダーク・ワールド』
標準武装の一つである、強力なエネルギー銃砲。古代の武器であるが、銃口から相手を死に至らしめるダーク・マター粒子のブラストを放つ。
ブラックホール・グレネード（Black Hole Grenade）
登場作品：『マイティ・ソー/ダーク・ワールド』
ダーク・エルフの標準武装の一つである、手投げ弾。闇エネルギーの核を内包しており、スイッチを入れて投げつけると、その場の空間を捻じ曲げて小さなブラックホールを数秒間発生させ、粒子の衝撃によって生き物の体組織を分子レベルまでに引き裂くと共に、その場のありとあらゆる物を吸引する。
ダーク・エルフだけでなく、ロキもアルグリムが腰に携行していたものを起動させて、相手を葬ることに成功する。
その他にも、ダーク・エルフは長剣や盾など、白兵戦用の武器も装備する。

#### サカールの武器・アイテム
ネクロブラスター（Necroblaster）
登場作品：『ガーディアンズ・オブ・ギャラクシー』、『アベンジャーズ/エンドゲーム』
サカアラン兵の標準武装の一つである、エネルギー銃砲。スライムのような“エンドプラズム”をエネルギー源とし、発射する光弾は1発で岩山も粉砕する。三脚に取り付けて使用する大砲タイプも存在し、ザンダーでの戦いではガモーラも使用した。
マグノ・ライフル（Magno Rifle）
登場作品：『マイティ・ソー バトルロイヤル』
サカールのスクラッパーズが敵の捕獲に使用するネットガン。あり合わせの素材で作られた即席の武器だが、放たれるネットはかかった相手を痙攣・麻痺させる機能付きで、サカールに辿り着いたソーに、スクラッパーがネットを放って動きを封じる。
メルト・ステッキ（Melt Stick）
グランドマスターが反逆者の始末に使用する杖。
鎧兜
登場作品：『マイティ・ソー バトルロイヤル』
ソーがサカールのバトルロイヤルに出場する際に、闘技場の待合室から持ち出して被った防具。ソーがアスガルドでの戴冠式で被っていた銀色の兜をイメージしたデザインであり、羽飾りを模した側頭部の刃で攻撃することもできるが、ソーはこれを攻撃に使うことは無かった。
中古のメイス
登場作品：『マイティ・ソー バトルロイヤル』
ソーがサカールのバトルロイヤルに出場する際に、闘技場の待合室から持ち出した武器の一つ。使用者の対戦相手への致命傷を制限するようにできている。
ダグの盾（Doug's Shield）
登場作品：『マイティ・ソー バトルロイヤル』
亡くなったグラディエーターの“ダグ”が使用していた防具で、ソーが闘技場の待合室から持ち出した武器の一つ。ソーはハルクとのバトルロイヤルで、最初にこの盾と前述のメイスを握ったが、両方ともハルクの先制攻撃ですぐに使いものにならなくなる。
二刀の剣
登場作品：『マイティ・ソー バトルロイヤル』
ソーが闘技場の待合室から持ち出した、形を変えられる刃を刀身とする双剣。刃は携行時に圧縮されるが、使用時には最長0.9mまで伸張する。ソーはバトルロイヤルでこれを背負って携行し、メイスと盾を放棄すると両手に保持して装備するが、これもハルクの猛攻で使いものにならなくなる。
ライフル銃（Sakaaran Laser Rifles）
登場作品：『マイティ・ソー バトルロイヤル』
グランドマスターの館の守衛が装備する、スクラッパーズ制御用の大型銃器。サカールを脱出するために手を組んだソーとロキは、紫色の光弾を連射するこの銃器を共に使用する。

#### その他の武器・アイテム
ヤカの矢（Yaka Arrow）
登場作品：『ガーディアンズ・オブ・ギャラクシー』、『ガーディアンズ・オブ・ギャラクシー:リミックス』、『ホワット・イフ...?』
ヨンドゥが愛用する“ヤカメタル”製の一本の矢。右腰のホルダーで携行し、ヨンドゥが口笛を吹くことで宙に浮き、赤い光線を描きながらヨンドゥの意思のとおりに高速で舞い、敵を射抜く。その機能により、数秒間に数多くの相手を瞬時に射抜くことができるほど、シンプルな見た目とは裏腹に優れた武器である。
ヨンドゥ曰く「頭ではなく心で操る」らしく、口笛のピッチを変えることにより、高速で舞いながら発した摩擦による小火を帯びて敵を貫いたり、操る矢に捕まりながら地面へ安全に降り立ったり、エゴのエネルギー触手を相殺するなど、ヨンドゥの矢捌きは非常に洗練されており、ブローカーの脅迫、クイルへの戒め、サカアラン兵との戦い、テイザーフェイスらの討伐、エゴとの決戦まで多用したが、地面に落ちた際にエゴの攻撃で真っ二つに折れてしまった。だがヨンドゥの死後にロケットの手で修復され、クイルによってクラグリンへ受け継がれる。
ヘラの武器
愛用の兜や、黒曜石製の“ネクロソード”、“ネクロブレイド”などの武器を駆使する。

スルトの武器・アイテム
トワイライト・ソード（Twilight Sword）
登場作品：『マイティ・ソー バトルロイヤル』
スルトが用いる巨大な長剣。刀身は高熱を帯びており、そのまま強力な火炎を放つ。
ソーとの戦いや、アスガルドでラグナロクを起こすためにスルトがこれを振るい、後者ではひと突きでヘラを葬り、アスガルドの大地を貫いて炎上・消滅させる。
冠（Crown of Surtur）
登場作品：『マイティ・ソー バトルロイヤル』、『ホワット・イフ...?』
スルトが力の源として額に被っている仮面状の王冠。ソーはこれを「“ゲジゲジ眉毛”」と揶揄した。
ソーが奪取した後、アスガルドの王宮の武器庫に保管されていた。しかし、ヘラを倒すためにソーの指示でロキによって永久なる炎に焼べられたことで、スルトが巨大化して復活する。
スクラルの武装・ツール

### ター・ローの武具
登場作品 - 『シャン・チー/テン・リングスの伝説』
ター・ローの住民が使う武具全般は、加工された龍（“グレート・プロテクター”）の鱗が施されて作られたものである。“ドウェラー・イン・ダークネス”や“ソウル・イーター”ら魔物の群れに直接対抗できる力を宿しており、それを示すように鱗の部分は、おぼろげに赤く輝いている。
鎧
リーが成人したシャン・チーとシャーリンに託そうと拵えていた2着の筒袖鎧。シャン・チー用は赤、シャーリン用は白でそれぞれ色分けされており、施されている“幸福”・“長寿”・“幸運”を象徴する無限ループ模様のシンボルには悪を追い払う効果があると言われている。
現代までター・ローに保管されていたが、シャン・チーとシャーリンはナンから託されたこの鎧に身を包み、父たちテン・リングスや魔物の群れからター・ローを守るための戦いに参加する。
棍
ター・ローの住民たちの標準的な武器の1つである戦棍。シャン・チーはウェンウーとの一騎討ちでこれを用いて父が放ったリングを打ち払い、一度は戦いを優位に進めるも、虚を突かれて真っ二つに折られた。ナンもこの武器を愛用し、テン・リングスの兵士も魔物の群れに対抗するため、この武器に持ち替える。
縄鏢
ナンがシャーリンに提供した武器。シャーリンは、幼少期の武術の訓練を単身ではじめた頃からこれと同等の武器を使用していたため、ター・ローでの訓練で、心得があったこの武器を使いこなす技能を一層磨き上げることに成功。テン・リングスや魔物の群れとの戦いでこれを振るい、大健闘する。
弓矢
標準的な武器の1つである飛び道具。グアン・ポーをはじめ、多くの戦士がこの武器の扱いに精通しており、シャン・チーたちに同行したケイティ・チェンも、矢の束の運搬を手伝うと、成り行きで訓練に参加し、テン・リングスがター・ローに襲来する3日足らずで確かな弓術を習得した。魔物の群れとの戦いでは、この武器でグアン・ポーたちがソウル・イーターの複数を倒したほか、ケイティもドウェラー・イン・ダークネスの喉へ放った1発の矢を命中・貫通させ、魂を吸引されかけていたグレート・プロテクターを救う活躍を見せる。
中国刀
標準的な武器の1つである刀。魔物の群れとの戦いでは、レーザー・フィストは左手で保持し、テン・リングスの兵士たちも持ち構え、スラッタリーも握っている場面がある。
朴刀
標準的な武器の1つである刀で、魔物の群れとの戦いでは、レーザー・フィストが自身の右腕のアタッチメントにこの刀の刃を差し替えて使用し、テン・リングスの兵士たちも振るう。
盾
標準的な武器の1つである防具。背面に2つの革製ハンドルが付いており、この防具のみ鱗がおぼろげな黄色で輝く。ター・ローの住民は、強靭な防具としてだけでなく、縦1列に並んた4人が各々のこの防具を階段代わりに構えて、その上を走る仲間を高く跳躍させる戦法も披露する。
このほかにも、長槍、ター・ローに棲む唐獅子にはめる首輪も登場している。

### 並行世界のツール
グリーン・ゴブリンのツール
ノーマン・オズボーン/グリーン・ゴブリンは、彼の出身世界である“アース96283”から持ち込んだ“グリーン・ゴブリン・スーツ”や、“パンプキン・ボム”、“ゴブリン・グライダー”を駆使する。
人工アーム
オットー・オクタビアス/ドクター・オクトパスの身体に癒着し、彼を事実上操る人工知能搭載の金属製アタッチメント。

## 本
ブック・オブ・ユグドラシル（世界樹の本）
アスガルドの王宮のオーディンの図書室にある本。惑星直列の予言とダーク・エルフについての情報が記述されている。
コードブック
かつてヒドラのシベリア基地に保管され、現代においてはカルポフの自宅に秘匿されていたノート。カルポフを襲ったジモに奪われ、彼の復讐計画に利用されることになる。
カリオストロの書（Book of Cagliostro）
登場作品：『ドクター・ストレンジ』、『ホワット・イフ...?』
カマー・タージの図書館に収蔵されていた魔法書のうちの一冊で、書式はサンスクリット語。時間を操る危険な魔術が掲載されており、カエシリウスはカリオストロの儀式のページを破って奪取した。後にストレンジも、アガモットの目の力を行使して、破り取られたページを一時的に修復し、儀式の概要を知ることになる。
ダークホールド（Darkhold）
登場作品：『ワンダヴィジョン』、『ドクター・ストレンジ/マルチバース・オブ・マッドネス』
アガサ・ハークネスが所有する表紙とページが黒く焼け焦げた闇の魔術書。“禁断の書”とも呼ばれており、アガサによって「スカーレット・ウィッチは作り出される。仲間も持たず呪文も必要ない。その魔術は至高の魔術師をも上回る」と書かれていると語られた。そしてこの魔術書の中には強大な魔術が記されており、悪霊を召喚したり他のマルチバースを垣間見ることができる等様々な魔術を行使できる。その中の1つには“ドリームウォーク”と呼ばれる呪文で、他のマルチバースの世界にいる自分自身を通してその世界を見ることが出来たり、その世界にいる自分自身を生死に関わらず操ることができることである。しかし、その強大な力に魅了されると現実に絶望し堕落してしまうほか、強大な力を使用したことでマルチバース世界を崩壊させてしまう危険性があり、アース838のドクター・ストレンジはこの魔術書の力に魅了され使用し続けた結果、マルチバース世界を崩壊させてしまった。アース838のモルドはその力を、「魂を蝕み、現実を冒涜する呪文」と語っていた。
アガサがワンダに敗れた後には、ウエストビューを離れ、雪山の麓にある湖のほとりの小屋に隠居するワンダの手元に渡った。しかし彼女は、魔術書の力で他のマルチバース世界で子どもたちと平穏に暮らしているワンダを見続けた結果、アガサが語った通りスカーレット・ウィッチになってしまった。
尚、ワンダが持つ魔術書は写本で、原本は“クトーン”と言う最初の悪霊によって記されており、人や魔術師が踏み入れない北の果てにある雪深いワンダゴアと呼ばれる山の山頂にある神殿の壁に刻まれている。
マーベル・テレビジョン製作のドラマ『エージェント・オブ・シールド』と『ランナウェイズ』にも同名で外観が異なる魔術書が登場したが、アガサやワンダが手にした写本やワンダゴアの原本との関係は不明。
ヴィシャンティの書（Book of Vishanti）
登場作品：『ドクター・ストレンジ/マルチバース・オブ・マッドネス』
善良な魔力を秘めた光の魔術書。“ダークホールドの対極の書”とも呼ばれており、どんな敵をも滅ぼす魔術を魔術師に与えるとされている。“至高の魔術師(ソーサラー・スプリーム)”だけが読める書物にその存在が記されており、「実在はするが、手に入れることは不可能」とされている。“宇宙同士の接合点(ギャップ・ジャンクション)”と呼ばれる特殊な異空間に隠されている。

## 植物
ハーブ
紫色に光るハート形をした特殊な植物。液体状にすり潰して飲用することで、超人的な身体能力と認知能力を得られる。ワカンダの地下に存在する
ヤロの根（Yaro Root）
登場作品：『ガーディアンズ・オブ・ギャラクシー:リミックス』
食料として宇宙で幅広く使われる、地球外の植物。ミラノ号内にあったものは熟していなかったが、ミラノ号内に捕縛されたネビュラは食べたいと訴え、皆の忠告を無視し、ベアハートで一口噛り、吐き出す。
天人 / セレスティアルズの種
登場作品：『ガーディアンズ・オブ・ギャラクシー:リミックス』、『エターナルズ』、『ホワット・イフ…？』シーズン2第2話
アリシェムやエゴが幾多の星々の大地に植えてきた、セレスティアルズの分身である種子。特異な外観で、生物のように緩慢な挙動をとり、エゴはこの植物を愛した人たちに見せてきた。
その状態のままだと無害だが、膨大なコズミック・エネルギーを得ることでセレスティアルズを“出現”させる途轍もないものである。
エゴが自分と同等の力を持つ天人を取り込むと、巨大な溶岩状のエネルギー体へと膨張して、周囲一帯を破壊しながら呑み込んでしまう。エゴがクイルを取り込んで“拡張”を実行すると、幾多の星々の苗が膨張して現地に多大な被害を与える。
エンバーズ・オブ・ジェネシス（Embers Of Genesis）
登場作品：『ホワット・イフ…？』シーズン1第2話
アース21818の銀河に存在する、「生態系を生み出せるほどの栄養を含んでいる塵」と呼ばれる古代の超新星の種子。30グラムほどでも、瀕死の星をテラフォーミングして蘇らせるほどの力を秘めており、透明の筒状の容器に収められた状態でタニリーア・ティヴァン/コレクターが所有していた。
ティ・チャラ/スター・ロードたちラヴェジャーズは、銀河から飢餓をなくし何十億もの人々を救うことを目指してこの種子の奪取を計画。彼らに加勢したネビュラが奪取し、彼女を攻め立てたカル・オブシディアンに5粒分投与されると、カルの身体から瞬く間に数本の巨大な蔓が急成長し、数分間で現地のノーウェアを覆い尽くす。

## 鉱石・金属
ヴィブラニウム
遥か太古の昔に、宇宙からの隕石として地球にもたらされ、ワカンダの鉱床で採掘されるようになった、頑強で不可思議な性質を秘める鉱石。
イリジウム（Iridium）
登場作品：『アベンジャーズ』
シェーファーが保有していた、隕石に含まれ反陽子を作れる希少金属。ワームホールの安定化のために、ロキらによって奪取され、テッセラクトと共にワームホール発生装置に組み込まれる。
カース・ストーン（Kurse Stone）
登場作品：『マイティ・ソー/ダーク・ワールド』
ダーク・エルフが“カース”に変貌する際に使用する、掌大の小石。使用者が握り潰すと、全身が焼け焦げて激しく苦しみ、より凶暴化しカースと化す。
5000年前はマレキスが複数個保有していたが、現代では最後の1個のみとなっており、マレキスはこれをアルグリムに託す。
チタウリのエナジー・コア（Chitauri Energy Core）
登場作品：『スパイダーマン:ホームカミング』
ニューヨーク決戦でチタウリが残した武器などにパワー源として使われていた紫色の小石。直に触れたものを少しずつ焼いてしまうほどの非常に強力なパワーを内包しており、X線などの放射線を浴びせたり、僅かな衝撃を加えると破壊エネルギーを放出し、爆発する危険性を有している。
この物質をメイソンが利用できると示したことをきっかけに、仕事を失ったトゥームスは政府に提出していなかったこの物質が付いた残骸を利用し、武器を増産・密売することを思い付いた。ピーターも前述のブラスターから外れたものを戦利品として拾い、高校で調査した後にネッドに預けるが、このことがワシントン記念塔で大惨事になりかける事態となる。
ウル
アスガルドに存在する神秘の特殊金属。ソーが愛用するムジョルニアや、オーディンのグングニルをはじめとするアスガルドの武器の多くがこの金属を材料に作られた。
アダマンチウム
かつて、“エターナルズ”によって石化させられた“ティアマット”の残骸であるセレスティアル島にて採掘できる鉱石。ヴィブラニウムより遥かに頑強かつ特殊な性質を持っており、ロス曰く「あらゆる分野に応用が可能な万能の物質」とのこと。

## 人工知能
J.A.R.V.I.S.（ジャーヴィス）
トニーが開発した最新鋭人工知能。高度な会話プログラムにより単調な男声で会話する“電脳執事”と言うべき存在。スターク邸のセキュリティ管理から、アイアンマン・アーマーの製作補助まで幅広くトニーをサポートする。アベンジャーズ結成以降は、トニー以外のヒーローたちとも交流を持ち、後にヴィジョンへと転生する。
F.R.I.D.A.Y.（フライデー）
登場作品：『アベンジャーズ/エイジ・オブ・ウルトロン』、『シビル・ウォー/キャプテン・アメリカ』、『スパイダーマン:ホームカミング』、『アベンジャーズ/インフィニティ・ウォー』、『アベンジャーズ/エンドゲーム』
ヴィジョンに転生したJ.A.R.V.I.S.に代わって、ウルトロンとの決戦からトニーが新たに使い始めたAI。J.A.R.V.I.S.と異なり女声で話し、アイルランドなまりの英語を喋る。稼働して間もないためか音声サポートは的確ながらも、若干柔軟性に欠ける受け答えをしている。しかし1年後には自信家風の言い回しをするほどに進化している。
トニーはほかにも、“J.O.C.A.S.T.A.（ジョカスタ）”や、“T.A.D.A.S.H.I.（タダシ）”といったAIを用意しており、J.A.R.V.I.S.を失った事態を想定していたことがうかがえる。
J.A.R.V.I.S.に比べて出番はさほど多くないものの、アベンジャーズの内乱時にはジモが暗躍していることを突き止めてトニーに伝え、ピーターが水没した際にはマーク47の自動操縦を行い、彼を救助してトニーとの通信回線遮断をピーターに知らせた。
トニーがストレンジ救出のためにQシップに乗り込んで宇宙へ上がった時には、ネットワークの回線が届かなくなり通信不能となり、サポートできなくなってしまう。
また2023年には、トニーの指示でメビウスの輪を応用した波動関数のエネルギー固有値を計算し、タイムトラベル理論を確立させてトニーを驚かせたほか、 サノスとの決戦で一時的に気絶したトニーに起きるよう強く呼びかけ、彼がスナップの反動を受けた直後には、ペッパーの指示でトニーの容態を生命危機状態と伝える。
カレン（Karen）
登場作品：『スパイダーマン:ホームカミング』
ピーターが着用するハイテク・スーツに内蔵された、サポート用インタラクティブUI。女声で話すため、当初ピーターは「“スーツ・レディ”」と呼んでいたが、後に“カレン”と名付けた。物語の前半では作動していなかったが、ネッド・リーズがスーツの“補助輪モード”を解除したことによって起動する。
着用者のボイスコントロールで双方向コミュニケーションができ、スーツの多彩な機能に不慣れなピーターのために、スーツとウェブ・シューターの機能の選択・起動から、戦闘補助のナビゲーション、コンピューターへのアクセス・ハッキングまで、幅広くサポートする。
優秀なだけでなく、ピーターの物真似を「面白い」と評し、彼が倉庫に閉じ込められると励ましたり、リズ・トゥームスとの関係を応援するなど、戦闘以外のことでもよく気がつき、愛嬌も持ち合わせる貞淑な秘書のようだが、危機的状況では極端な発言も目立ち、ピーターのその場凌ぎをすぐに嘘だとトニーへ告げるほど律儀過ぎたり、戦闘機能の選択・勧奨時には危険度が高いものをセレクトしようとする傾向があるなど、若干過激な部分もある。
起動してからピーターが一度ハイテク・スーツを没収されるまで、ピーターの良きアシスタントにして話し相手となる。
ピーターがトニーからハイテク・スーツを返上されてからは起動していないが、トニーにスーツから外されてしまったのか、単に使用している描写が無いだけなのかは不明。
グリオ
シュリによって造られ、ワカンダにある彼女のラボで起動する人工知能。
E.D.I.T.H.（イーディス）
登場作品：『スパイダーマン:ファー・フロム・ホーム』、『スパイダーマン:ノー・ウェイ・ホーム』
トニーがピーターへ託すために数十億ドルをかけて開発し、愛用のサングラスに取り付けた拡張現実防衛システム搭載のAI。“E.D.I.T.H.”とはEven.Dead.I‘m.The.Hero.の頭文字をとって付けられた略称で、直訳すると「死んでも私がヒーローだ」。カレンやF.R.I.D.A.Y.と同様に女声で話し、劇中描写は少ないものの、自らの略称を付けたトニーを「略語好き」と述べるくらいのユーモアを持つ。サングラスを最初にかけた人物を所有者・使用者と網膜・生体スキャン認証し、その人物をサポートする。認証者の指示で別の人物に所有権を移すことも可能。
スターク社の全データベースをはじめ、世界の安全保障ネットワーク・大手の通信網・民間団体のスケジュールにまでアクセスできる機能を有し、これによってスターク社の人工衛星とドローンの操作から、個人のスマートフォンのハッキング・情報処理すら可能なほど、その性能は非常に高い。
トニーの没後、具体的な経緯は不明だがフューリーが所有し、タロスにピーターへ譲渡するよう指示して、ヴェネツィアで接触したピーターの手に渡った。その後ピーターは、東アルプス山脈の道中でブラッド・デイヴィスのスマートフォンに保存された自分と女性エージェントとの画像を消去し、プラハでは友達を火のエレメンタルの襲撃に巻き込まないよう、彼らにプラハ国立歌劇場のオペラのチケットを手配させるなど、複数の目的に使用したが、前者では誤操作で飛来したドローン1機にデイヴィスを射殺させかける失態も犯してしまった。これをフューリー（擬態）に叱責されたことと、ヒーローとしての使命などへの苦悩から不安定になったピーターは、ベックにこのAIを譲渡してしまった。
これを使ってベックは、計画の最終段階とMJたちの始末のために、科学史ツアー一行の目的地をロンドンに仕向け、スターク社の人工衛星に格納されているドローン全機を操作し、「合体エレメンタルズとミステリオの戦い」をホログラムで展開した。だがベックは、最終的にピーターに敗北し、これを奪還される。
ミステリオの一味により、スパイダーマンにベック殺害の濡れ衣が着せられると、ダメージ・コントロール局に押収される。
ウルトロン
ストラッカーによって生み出され、その存在を知ったトニーとブルースによって覚醒した人工知能。創造者に反逆して「アベンジャーズを壊滅させ、人類を滅ぼせれば環境破壊も戦争も起こらない」という極論から、地球の支配を企む。
スプリーム・インテリジェンス（Supreme Intelligence）
クリーの叡智を集めた超高度AI。クリー帝国を統治する存在でもあるが、決して真の姿を国民に明かすことは無く、他者と接触・対話する際には相手の潜在意識内にある最も尊敬する者の姿で現れる。

## 化学物質
エクストリミス（Extremis）
登場作品：『アイアンマン3』
マヤ・ハンセンが発明し、A.I.M.が完成させたナノマシン。体内に投与し、適応した被験者は驚異的な回復能力と身体能力・高熱を発し操る能力を得られるが、適応しなかった者は、体内でエネルギーが暴発し人間爆弾となってしまう。
ピム粒子

クロス粒子（Cross Particles）
登場作品：『アントマン』
ダレン・クロスがピム粒子の噂と、不鮮明な初代アントマンの戦闘記録、ピムの残した不完全で僅かな研究データを元に完成させた、ピム粒子とほぼ同じ機能を持つ化学物質。こちらの色は黄色。当初は浴びせた生物を小さな肉と血液の塊に変えて絶命させてしまい、縮小できるのは無機物だけだったが、後にダレンの改良によって生物の縮小も可能になる。だが完成度ではピム粒子に及ばず、縮小された者の状態は「密閉空間内部の者を容器ごと縮小させる」だけに留まっている。また、使用を続けた者の精神を蝕んでしまう副作用まで孕んでいる。

## ロボット・ドローン
DUM-E（ダミー）&U（ユー）
登場作品：『アイアンマン』、『アイアンマン2』、『アイアンマン3』、『スパイダーマン:ホームカミング』、『スパイダーマン:ノー・ウェイ・ホーム』
スターク邸のワークショップに置かれている、2台のロボットアーム。それぞれ本体側面に“DUM-E”・“U”とプリントされ、DUM-Eは大学生時代のトニーが卒業製作として製作し、それに続く形でUも作り上げた。
2台ともグラバーハンド、光学センサー、油圧パーツのフォアアームとアッパーアーム、軸となる3台のサーボハブ、カーライル・バッテリーなどのパーツを回転カートに組み合わせた形状で、人工知能を内蔵しているが、発声はできず、電子音やジェスチャーのような動作で感情表現する愛らしい姿を多々見せるものの、相当な経年から動作がぎこちなく、作業でも些細なミスが目立つため、トニーから「不器用」と皮肉交じりに毒づかれたり、叱られたりすることも少なくない。しかしトニーは、両者に改良を加えることはないものの、決して処分することもなく、散らかったワークショップの掃除を任せるなど、産みの親として確かな思い入れを持っている。
アイアンマン・アーマー マーク2の運用テストを行う際はUがカメラ撮影係、DUM-Eが消火係を務めたが、DUM-Eはテストに失敗して倒れ込んだトニーに、火災が発生していないのに消火剤を噴射してしまった。後にトニーがチェスト・ピースを奪われて窮地に陥った際には、彼が掴み損ねたチェスト・ピースの試作品を手渡し、トニーを救う。
スターク・エキスポ時には、Uがクロロフィルをまき散らかしてトニーに叱られたり、ペッパーのCEO就任記念にシャンパンを配膳した。トニーがアーク・リアクター用の新元素生成後には、2台揃ってワークショップの後片付けを任される。
ニューヨーク決戦から半年後のクリスマスシーズンには、DUM-Eは「怠けた罰」として“DUNCE”と縦書きされた三角帽子を被せられながらワークショップを掃除し、Uはマーク42開発を行うトニーの撮影係を務めるが、その最中にビデオカメラを落とし、マーク42のパーツが起こした小火を見て慌てふためいていた。武装ヘリの襲撃時には、Uがヘリからの攻撃で大破してしまい、DUM-Eが助けようとしていたが、2台とも水没してしまった。しかし物語のラストでトニーにサルベージされ、マリブを後にする。
DUM-Eは修復されたようで、アベンジャーズ・タワーの引っ越しの手伝いを行っている。スパイダーマンの正体が世間にバレてしまい、ハッピーの自宅にピーターが向かった際、リビングにDUM-Eが置かれていた。
アイアン・レギオン
アイアンマン・アーマーを模した量産型ドローン。アベンジャーズの後方支援を目的に運用される。
レッドウィング
サム/ファルコンが運用する戦闘支援用高性能ドローン。公式名は“スターク・ドローン MK82 922 V 80Z V2 プロトタイプ・ユニットV6”である。
スパイダー・ドローン
ピーター/スパイダーマンの“ハイテク・スーツ”に搭載されるクモ型の小型偵察ドローン。
ロボット娼婦（Love Bots）
登場作品：『ガーディアンズ・オブ・ギャラクシー:リミックス』、『ホワット・イフ...?』
コントラクシアの“アイアン・ロータス”で客をもてなす、黄色いボディのアンドロイド。左側頭部の内側にあるボタンを押すと、スリープする。アイアン・ロータスで豪遊するラヴェジャーズ（ヨンドゥの部隊）をもてなす。
パーティー・ロボット
登場作品：『マイティ・ソー バトルロイヤル』、『ホワット・イフ...?』
サカールの闘技場地下にあるカウンターバーにバーテンダーとして常駐するレトロな外観のロボット。ヴァルキリーに酒を振る舞う。
ティ・チャラがスター・ロードとなった宇宙では、ノーウェアのコレクションルームの奥にあるカウンターバーに常駐しており、来訪したハワード・ザ・ダックに酒を振る舞う。
イメージング・ドローン（S.W.O.R.D. Drone）
登場作品：『ワンダヴィジョン』
新型
ヘリコプターの模型のような形状のドローン。キャロル/キャプテン・マーベルのユニフォームのイメージを取り入れた機体カラーで、型式コードは“S-57”。運搬時にはメイン・ローター部を折り畳み、起動時に展開する。
ウエストビューに赴いたモニカによって運用され、現地の町中に向かって飛ばされるが、ヘックス内部に入ったことで視認できなくなった末に、赤いレトロなヘリの玩具に変わってワンダとヴィジョンの邸宅の庭に墜落してワンダに拾われる。
旧型
80年代の技術で作られた、無人偵察機のような形状のスターク社製ドローン。秘密裏にヘイワードの指示でミサイルも取り付けられている。モニカの「ヘックス内部のモデルとなった年代と同等の時代のものなら現実改変を起こさせずに運用できる」という提案からヘックス内部へ飛ばされ、ワンダに接触することに成功。モニカはこのドローンを通してワンダとの対話を試みるが、ヘイワードがワンダへミサイル発射を命令したことで破綻。ミサイル攻撃で彼女たちに危害が及ぶことは無かったが、本機は憤慨したワンダに撃墜され、ヘイワードに投げ返された。
だが撃墜の際に浴びせられたワンダのエネルギーは、消失せずに本機に残留し、その後“ザ・ヴィジョン”のエネルギー源として流用されることとなる。
ハマー・ドローン（Hammer Drones）
登場作品：『アイアンマン2』
ハマー社製の量産型アーマーが、ジャスティン・ハマーと結託したヴァンコの手で改良され完成した量産型遠隔操作式二足歩行無人機。当初ハマーはドローンではなく、“アーマー”にこだわっていたが、「人間は裏切るから信用できない」・「物事にこだわらず広い心を持て」とヴァンコから諭され、ドローン開発を許可した。陸・海・空軍・海兵隊の4仕様が存在し、それぞれ8機ずつ、合計32機が登場する。
各機別々の言語の指示で機動し、共通の機能として、高速飛行が可能であり、頭部のカメラで捉えたモノクロの映像で周囲を認識している。共通武装は前腕部のマシンガン。しかし、玩具のアイアンマンマスクを被った少年をアイアンマンと誤認して攻撃しようとする描写と、高速飛行の末に障害物に激突して大破したことから、AIの精度と装甲の強度はさほど高くはないようである。また自爆装置も内蔵しており、信号を流せばすべてのドローンが自動的に爆発する。
陸軍仕様
デザートカラーのドローン。固有武装は左肩のM242 ブッシュマスターと、右前腕部のグレネードランチャー。両脚にはアウトリガーも備える。
海軍仕様
ブルーグレーのドローン。固有武装はFIM-92 スティンガーを発射する6連装ランチャー。
空軍仕様
グレーのドローン。陸・海軍仕様に比べてやや小型。固有武装は右前腕部からせり出す2連装ミサイル発射機と、背部にある2門のボルテックス・リング・ガン。遠隔操作されたローディ/ウォーマシンのトニー追跡に同行した。
海兵隊仕様
迷彩塗装のドローン。空軍仕様と同サイズ。
「ドローンは敬礼しかできない」とハマーを騙したヴァンコによって、エキスポでの出品中にウォーマシン・アーマー マーク1と共に遠隔操作され、トニーを攻撃しつつ会場内を破壊するが、トニーとローディの反撃で全機殲滅され、残骸はヴァンコによって自爆される。
セキュリティ・ドローン
登場作品：『ガーディアンズ・オブ・ギャラクシー』
キルン刑務所を警備する小型の武装ドローン。下部に備わる一対のアームにサーチライトと機銃が搭載されている。クイルたちの脱出時に多数が破壊されると同時に、ロケットの作戦と操作で8機分のドローンが操られ、監視塔上部に密着し、彼らの脱獄を補助する。
ウルトロンのボディ
人工知能の意識その物であるウルトロンが、外界で直接活動するために自ら生産した機械製の人型ボディ。一番最初に造られた“マーク1”、中心的存在の上級機体“プライム”と“アルティメット”、量産型の“セントリー”など、4種類のボディが登場した。

コンバット・ドローン（Combat Drones）
登場作品：『スパイダーマン:ファー・フロム・ホーム』、『スパイダーマン:ノー・ウェイ・ホーム』
スターク社の技術で開発された多数の小型ドローン兵器。スターク社の人工衛星に格納されており、E.D.I.T.H.で召喚されると、衛星からカプセルに内包された状態で大気圏に突入し、E.D.I.T.H.使用者が指示した目的地に辿り着くと、カプセルが弾け飛んで機体を露出する。
空中を飛行するだけでなく、水中航行もでき、ビデオカメラに加え、機体の左右が展開して突き出る複数の機銃、機首からのレーザーポインターと超音波砲、小型ミサイル、上部からせり出すレーザートーチ、火炎放射器、後部両端が展開して露出する衝撃波発生器など、過剰なまでに多種多様な武器を搭載しており、さらにリアルなホログラムを空間に投影することが可能なホログラフィックプロジェクターを内蔵している。その一方で、ピーターのウェブに引っ張られて破損したり、マシンガン連射を受けて撃墜されることから、機体の強度はそれほど高くはないことが窺える。
ベックの同胞であるウィリアム・ギンター・リヴァもこのドローンの開発技術を有していたことから、ミステリオの一味は同型の本機を多数保有し、その機能と多種多様な武器を組み合わせることで表現した映像と物理的ダメージでエレメンタルズを捏造した。
ピーターにもスターク社の人工衛星に格納された1機が一度E.D.I.T.H.の操作で呼び寄せられてブラッドに銃口を向けたが、ピーターの機転で破壊されている。
エレメンタルズ（Elementals）
ミステリオの一味がドローンとホログラムの組み合わせで捏造した巨人のような姿の怪物の総称。ベックの同胞であるグーテス・グートマンによって「ブラックホールで水・風・火・地の4種類の元素が実体化し、別次元から地球にやって来た怪物」・「地球の核がパワー源であり、戦うたびに強大化し、ベックが生きていた次元の地球を滅ぼした」と設定された。但し水のエレメンタルズの元となったハイドロマンの本名であるモリー・ベンチという人物は実在するらしい。
地のエレメンタル（Elemental of Earth）
岩のような体躯の怪物で、その身体は通常兵器ではビクともしない。
イステンコを暴れまわって壊滅させたとされ、現地に駆けつけたフューリー（擬態）とマリア・ヒル（擬態）に接触したベックは、土砂から出現したこの怪物を自らが倒す姿を見せつけた。
風のエレメンタル（Elemental of air）
風が実体化した怪物で、巨大な嵐を起こし、あらゆるものをなぎ倒す。一つの村を壊滅させるほどの威力を持つ。このエレメンタルのみ劇中での動向が描写されず、ベックの説明の中にのみ登場する。
水のエレメンタル（Elemental of Water）
激しい水しぶきのような体躯の怪物。水を吸い上げて形成した触手状の水柱で攻撃する。ヴェネツィアに出現し、カナル・グランデ一帯で暴れ回り、挑んで来たピーターの手を焼かせたが、ベックは彼や街中の人々に、この怪物をミステリオのビームで真っ二つにされて消滅するように見せつけた。
火のエレメンタル（Elemental of Fire）
燃え上がるマグマのような体躯の怪物。金属を吸収してパワーが増大するよう設定された。ミステリオの一味により、プラハの広場に地面を突き破って出現し、暴れ回り、ベックとピーターとの激闘中に鉄を取り込んで強化した末に、ベックの捨て身の特攻で撃破されたように見せつけられた。
合体エレメンタルズ（Elemental Fusion）
これまでの4体のエレメンタルズの外観の特徴に稲妻が入り混じり、より巨大な体躯を誇る怪物。スターク社の人工衛星が保有する多数のドローンも操作可能になったことで捏造できるようになり、グートマンは「4体のエレメンタルズが融合した怪物」と設定した。
ミステリオの一味によってタワーブリッジ周辺に投影され、ロンドン市内を混乱させながらミステリオと戦う光景を人々に見せつけられたが、そこに駆け付けたピーターのテイザー・ウェブによってホログラムを投影していたドローンを全て攻撃されたことでホログラムが消えかかり、見かねたベックの指示を受けたウィリアムによって完全に消失する。
また、ベルリンの廃墟ではフューリーたちや公的機関庁舎のホログラムに加えて、“迫り来るミステリオ”・“囚われたMJ”・“墓場のゾンビ風アイアンマン”など、数々の不気味なホログラムを投影してピーターを苦しめ、叩きのめした。ロンドンでもベックとウィリアムに操作され、復活したピーターやフューリー（擬態）、そしてMJたちを攻撃して抹殺しようとしたが、マリア・ヒル（擬態）やMJたちの反撃で失敗し、残存した機体もベックを敗ってE.D.I.T.H.を取り戻したピーターによって全て撤退させられる。
ミステリオの一味により、スパイダーマンにベック殺害の濡れ衣が着せられると、スターク社に管理されていたものが、ダメージ・コントロール局に押収される。
タイムキーパー（Time-Keepers）（Time-Keepers）
登場作品：『ロキ』
在り続ける者にTVAの表向きの支配者として機能するように制作された3体のアンドロイド。

## 動力源
アーク・リアクター
ハワード・スタークが発明した半永久発電機関。現代では、スターク社のラボに環境保護派へのアピール目的で試作品が設置され、まともに動かない代物とされていたが、トニーはテン・リングスに拉致された際にインセンの協力の下で小型化に成功。心臓保護に使用したり、アイアンマン・アーマー各種及びウォーマシン・アーマー各種と“アイアン・パトリオット”に動力炉として搭載される。また、ヴァンコも小型リアクターを制作し、ウィップラッシュ・アーマー2種やハマー・ドローン各機に搭載する。更に、S.H.I.E.L.D.のインサイト・ヘリキャリア3機にも大型のものがエンジンとして搭載される。
クアリニクス蓄電池（Quarnyx Battery）
登場作品：『ガーディアンズ・オブ・ギャラクシー』
銀河で広く使用されているエネルギー装置。キルンでは監視塔の外壁に取り付けられていたが、ロケットの脱獄作戦を聞いたグルートに外され、キルンに警報が鳴り響き、直ちに脱獄作戦が開始される。
アニュラックス電池（Anulax Batteries）
登場作品：『ガーディアンズ・オブ・ギャラクシー:リミックス』
ソヴリンのエネルギー源となる大容量電池。掌大サイズでも想像つかないほどの莫大なエネルギーを蓄えており、爆弾として使用すると前述のとおりとなる。その分非常に高価なものでもあり、ドラックスは「“ハビュラリー電池（Harbulary batteries）”」と呼び間違えていた。
ガーディアンズは、この電池をアビリスクから守る任務を請け負い完遂したが、ロケットが着服してしまい、ソヴリン人に追われることになる。
ライトスピード・エンジン（Light-Speed Engine）
登場作品：『キャプテン・マーベル』
かつてペガサス計画の下で試作された特殊エンジン。スペース・ストーンのパワーをエネルギー源としたエンジンで、劇中で具体的な性能は明言されていないものの、マー・ベルはクリー/スクラル戦争を終息させるための一環として、このエンジンを研究開発していた。
1989年時に、マー・ベルとキャロルがこの動力炉を搭載したテスト機の飛行実験に成功するも、スターフォースの介入でテスト機は撃墜・大破された。ヨン・ロッグに射殺されたマー・ベルの意を汲んだキャロルは、エンジンを破壊するも、その時に放出された膨大なエネルギーが彼女の身体に流れ込み、キャロルは驚異的なパワーを得ることとなった。

## システム
データマイニング・アルゴリズム
ゾラが開発した、インサイト計画の根幹であるシステム。複数の偵察衛星とリンクして、ネットワークから世界中の人々を分析し、ヒドラの脅威となりうる人物をプロファイリングし標的として予見・捕捉する。
B.A.R.F.（バーフ）
登場作品：『シビル・ウォー/キャプテン・アメリカ』、『スパイダーマン:ファー・フロム・ホーム』
トニーが6億1100万ドルもの大金を注ぎ込んで発明したシステムで、B.A.R.F.とは、“B”inarily “A”ugmented “R”etro- “F”ramingの略称。人の心のケアのために研究開発され、人の頭脳の海馬をスキャンして過去を拡張し、ホログラムとして構成する。但しスキャンを受けた者は、暫くの間若干の頭痛に襲われるようで、トニーはMITで行った奨学金給付セミナーで、このシステムのデモンストレーションとして両親との最後の思い出を構成したが、その後の物語の前半で、体調が良好でない様子を数回見せる。
だが、かつてスターク社に勤めていたベックは、このシステムの原型は自分が開発したもので、軍用に使おうとしていたが、トニーがセラピー用に改良してしまったと主張している。

## 装置

### 地球
ガンマ・チェア
ガンマ線実験のために“カルバー大学”の研究室に設置されたガンマ線照射機。前述の超人血清と共に、実験の被験者となったブルースの変貌の一端となる。
プリズム加速器（Particle Accelerator）
登場作品：『アイアンマン2』
トニーがアーク・リアクター用の新元素生成のために、スターク邸の極太のケーブル防護管やコイルといった有り合わせの資材を使って組み立てた即席の大掛かりな装置。直径数10メートルもの長さで、コイルの一部を水平にするためにヴィブラニウムの盾の試作品を台座代わりに差し込んだ。
トニーはスターク・エキスポのジオラマに隠されていた新元素の構造図を元に作動させて発生した高エネルギーを、リアクターのコア固定具に照射して、新元素のコアを完成させる。
ワームホール発生装置
登場作品：『アベンジャーズ』
ロキがセルヴィグたち複数の科学者や技術スタッフを操って造らせた、空中にワームホールを開くための装置。テッセラクトを動力源とし、装置の安定化のためにイリジウムが組み込まれている。一度装置を起動すると、上部から真上に向かってエネルギー波を放出してワームホールを生成し、装置本体にもアイアンマンのリパルサー・レイを防ぐ程の強力なバリヤーが張り巡らされ、破壊困難となるが、セルヴィグは操られた状態でも起動した装置を停止することができるように手を加えていた。
セルヴィグたちの手で完成後、スターク・タワーの頭頂部に設置されて起動。ニューヨーク上空にワームホールを開くが、タワーの頭頂部に飛び込んできたナターシャが、正気を取り戻したセルヴィグと協力してセプターを刺し込み、バリヤーを貫通し装置のコアを突いたことで停止。ワームホールも消滅する。
フェイズ・メーター（Phase Meter）
登場作品：『マイティ・ソー/ダーク・ワールド』
ジェーンが使用する、地球上の宇宙エネルギーを測るための位相計。S.H.I.E.L.D.が開発した装置で、若干大型の本体とワイヤレスで繋がる計測ツールで構成される。重力異常が発生した廃墟の調査で持ち出される。
グラビメトリック・スパイク（Gravimetric Spike）
登場作品：『マイティ・ソー/ダーク・ワールド』
セルヴィグが開発した、ロングポール型の装置。惑星直列の中心点を安定させて、九つの世界をすれ違わせるために数基分造られた。グリニッジでダーシー・ルイスとイアン・ブースビーが1本設置したことにより、ジェーンが操作する異常検知機との相互作用で、グリニッジ一帯に各世界と繋がる無数の境目が発生した。また、ソーがセルヴィグから3本分受け取り、これをマレキスに打ち込んだことで、相手をスヴァルトアールヴヘイムへ追い返すことにも成功する。
ブレード
登場作品：『キャプテン・アメリカ/ウィンター・ソルジャー』
フューリーがインサイト計画阻止のために、用意した3枚のPCカード。これを新型ヘリキャリアのサーバー・コンピューターに搭載することで本艦のコントロールを奪い、遠隔地から標的の選択が可能となる。インサイト計画実行時に、スティーブとサムの決死の活躍により、武装完了直前にヘリキャリア3機全てのサーバーへ搭載することに成功する。
エレクトリック・バタリング・ラム（Electronic Battering Ram）
強靭な壁面や車両などを突き破るために用いられる破城槌型装置。
メモリー・サプレッシング・マシーン
ヒドラがバッキーに対して用いた大型装置。装置を起動すると、付属するヘッドギアを当てがった対象者の記憶を消去する。
クレードル（Regeneration Cradle）
登場作品：『アベンジャーズ/エイジ・オブ・ウルトロン』
チョが開発した、人工組織構成マシン。負傷した患者の傷口へ有機組織の似姿を移植し、患者の細胞に接着させることによって、傷口を回復させる医療装置で、自身の細胞組織では治療困難な外傷でも僅かな時間で完治し、冒頭の戦闘で腹を撃たれたクリントも、この装置の簡易版によって回復した。アベンジャーズ・タワーに置かれたものはチョから提供されたこの装置の簡易版で、チョによればラボの本機であればクリントは20分で完治できたという。
またウルトロンに洗脳されたチョは、この装置で生み出した細胞組織をヴィブラニウムと合成させることで、後にヴィジョンとなる新たな人工肉体を製造する。
ドゥームズデイ・トリガー（Doomsday Trigger）
登場作品：『アベンジャーズ/エイジ・オブ・ウルトロン』
ウルトロンがヴィブラニウムの力とチタウリの技術を元にして、ソコヴィアの教会の台座に建造・固定した起爆装置。埋め込んだ膨大な機械とリンクしたこの装置を起動させると、ソコヴィアの首都の地底に構えられた超巨大半重力エンジンによって5500メートル以上の上空に浮上した首都を、ドゥームズデイ・デバイス（巨大隕石）として地球に落下させてしまう。
アベンジャーズは、この装置を中心に円陣を組んでウルトロン軍団と激闘を繰り広げ、多数のウルトロン群を倒すも、最終的に装置はセントリーの1体に起動させられてしまった。
ヴィブラニウム製であるため、完全破壊させることは非常に困難で、浮上後に落下したソコヴィアの首都をトニーとソーが破壊した際にも、この装置だけは原型を留めて海へと落ちる。
信号デコイ（Signal Decoy）
登場作品：『アントマン』
ピムがS.H.I.E.L.D.在籍時代に試作した小型装置で、ピム曰く「傑作」。現在では、アベンジャーズ・コンパウンドの敷地内の保管庫に保存されていた。
ピムからこれを奪取することを特訓の最終段階と指示されたスコットは、コンパウンド敷地内でサムとの小競り合いの末に入手することに成功。ピムのイエロージャケット奪取作戦で、ホープが未来ラボの通信ブロッカー対策としてピム・テック本社屋のサーバーコンピュータの1台に取り付ける。
サンドテーブル
シュリのラボや、ロイヤル・タロン・ファイターに置かれている特殊なテーブル型装置。
ソニック・スタビライザー
ヴィブラニウムの鉱床“グランド・マウンド”に構えられるハイパーループ内に多数備わった光るパネル。
量子トンネル（Quantum Tunnel）
オリジナル
登場作品：『アントマン&ワスプ』、『アベンジャーズ/エンドゲーム』
ピムがS.H.I.E.L.D.在籍時代に設計し、ホープと共にモバイル研究所内に開発・設置した大型装置。1960年代のSFテレビ映画『タイムトンネル』に登場したタイムトンネルをより機械的にアレンジしたようなデザインで、トンネル本体に大型コイルが取り付けられている。
これを起動させると、トンネル内を通過する対象を亜原子サイズに縮小させて量子世界へ送り、同時に通信機によって量子世界内との交信も可能となる。
完成後にピム父娘はこの装置を起動させ、量子世界への入り口を開いたものの、過負荷で機能を停止。同時に後述の量子のもつれでスコットが夢の中でジャネットとリンクした。その後エイヴァにモバイル研究所ごと奪われたこともあったが、スコットとピム父娘は機転を利かせて取り戻し再起動。2度目も量子世界への突入は叶わなかったが、スコットへ一時的に意識を宿したジャネットは、自分の居場所の正確な座標と、救出のタイムリミットをホープとピムに知らせた。
3度目の起動時には、エイヴァのチェンバーと接続されて彼女に利用されかけたが、スコットたちの作戦でピムが後述の探査機に乗り込んで、量子世界への突入とジャネットの救出、元の世界への帰還に成功した。
その後、バンの荷台ほどのサイズに縮小され、エイヴァの治療に使う“量子ヒーリング粒子”を採取するためにスコットたちが再起動させる。しかしスコットが量子世界に再突入した直後、起動させたピム親子がデシメーションで揃って消滅してしまったため、積んでいたバンごと“倉庫616”に放置されることとなった。
しかし2023年に、装置のスイッチの上をネズミが走ったことで再起動し、元のサイズの世界に帰還したスコットに引き取られ、アベンジャーズ・コンパウンドに持ち込まれると、タイムトラベル実験に使われ、クライマックスの最終決戦中には、6つのインフィニティ・ストーンを各時代へ返還するためスコットと復活したホープが修理・再起動を試みるがサノスが投擲した双刃刀の直撃でバンと共に大破する。
アベンジャーズ製
タイム泥棒のために、トニーとロケットがオリジナルの量子トンネルを元に開発し、アベンジャーズ・コンパウンドの格納庫に設置された新型の量子トンネル。
量子スタビライザー（Quantum Stabilizer）
登場作品：『アントマン&ワスプ』
ソニー・バーチがホープとの取引で用意した、量子トンネル用の部品。トンネル起動時に発生する過負荷を防ぐためのもので、一度エイヴァにモバイル研究所ごと奪われたが、研究所と共に取り戻したピムたちによってトンネルに装填され、2度目の起動が開始される。
アンクル・モニター（Ankle Monitor）
登場作品：『アントマン&ワスプ』、『アベンジャーズ/エンドゲーム』
ソコヴィア協定に賛同しないスティーブ/キャップたちに加勢したスコットやクリントが左足首に取り付けられたアンクルバンド型の装置。FBI当局が監視対象とするスコットは自宅で刑期を務めることを許可されたことで取り付けられ、自宅の敷地から一歩でも外出してしまうと、装置からの信号でジミー・ウーたちFBI捜査官の家宅捜査を受けることになる。スコットが入浴する時に、この装置ごと左足首をビニール袋で覆っていたことから、防水仕様ではない様子であり、取り外しには専用のリモコンが必要だが、ホープはスコットの左足首から難なく取り外し、彼がピム父娘のサポートに出向く際には、当局を欺くために、拡大化された1匹のアリの足に取り付けられた。
スコットが刑期満了と認められると正式に取り外される。
一方クリントには、愛する家族を一度失ったデシメーションの頃まで取り付けられており、それから5年後には彼の左足首から外れていたものの、スコットと同様に刑期満了と認められて外されたのか自らの手で強引に外したのかは不明。
特殊チェンバー（Quantum Energy Chamber）
登場作品：『アントマン&ワスプ』
エイヴァが就寝する時に入るカプセル状の大型装置で、ビル・フォスターによって開発された。カプセル本体の中にはエイヴァが横たわるベッドのほか、内部装置が取り付けられ、外側から接続された機材と共に起動させることで、カプセルに入って就寝したエイヴァは身体を休めて一時的に安定させることができる。
ピムたちがエイヴァに一時捕まった際に、ビルがピム・ディスクを使って縮小させ、後にモバイル研究所内に持ち込まれて拡大し、量子トンネルと接続されて、一時は量子世界から帰還しようとするジャネットに悪影響が及ぶ。
ファブリケーター
アーク・リアクターを動力源とし、強力な武器やスーツなどのアイテム全般から薬品、小型装置までの分析、設計、製造が可能な万能装置。
EMPジェネレーター（EMP Generator）
登場作品：『スパイダーマン:ファー・フロム・ホーム』
ミステリオの一味がエレメンタルズを偽造するための一環として運用する球体状の大型装置。ヴィクトリア・スノーによるリモコン操作で電磁パルスを発生し、フューリー保有の衛星に干渉。 存在しないエネルギーをフューリー（擬態）のチームの探知機に表示させ、フューリー（擬態）たちにエレメンタルズの存在を信じさせた。
ピーター製の治療用デバイス
登場作品：『スパイダーマン:ノー・ウェイ・ホーム』
ピーターが並行世界から転移してきたヴィラン一同の人格や体質を治療し、本来の善人に戻すために作り上げた各種メカ。具体的な概要は、前述の薬品と同様である。
神経阻害チップ
凶悪化した人工アームからの神経リンクがオクタビアスの頭脳に到達することを完全に遮断する制御チップ。これにより人工知能の洗脳から解放されたオクタビアスは、本来の温厚で心優しい性格に戻る事が出来た。
サンドマン用
フリント・マルコ/サンドマンの砂を操る能力を取り除くためにピーター1によって設計されたデバイス。コンドミニアムでは未完成だったが、ミッドタウン高校の化学室でピーター1によって改修され、決戦の際にピーター3からピーター1→ピーター2へとパスされ、女神像の展望台の中に誘い込んだサンドマンに向けて起動。発せられた眩い光を浴びたサンドマンから砂の力を喪失させ、本来のフリントの姿に戻す事に成功する。
エレクトロ用
マックス・ディロン/エレクトロの体内の膨大な電気エネルギーとそれを操る能力を吸引するデバイス。対象に取り付けてアナログ時計の文字盤のように並んだ12個のランプが全てグリーンに点灯することで電気エネルギーの吸引が完了する仕組みで、コンドミニアムでピーター1とノーマンによって完成されると、エレクトロの右胸に取り付けられたが、吸引完了までに数分かかる中、力を失うことに不安を感じたエレクトロは、ゴブリンの扇動を受けて、これを吸引完了直前に外してしまった。
後にピーター1によって短時間で吸引完了できるように改良され、スパイダーマンズは決戦の際にこのデバイスをエレクトロに取り付けようとしても相手の猛攻から叶わなかったが、駆け付けたオクタビアスによってエレクトロの胸に再び取り付けられ、彼の膨大な電気エネルギーとそれを操る能力の吸引に成功し、本来のマックスの姿に戻す事が出来た。

### 宇宙
ソウル・フォージ
アスガルドで使用される、ベッド型の医療装置。
フィン（Fin）
登場作品：『ガーディアンズ・オブ・ギャラクシー』、『ガーディアンズ・オブ・ギャラクシー:リミックス』
ヨンドゥの頭頂部に埋め込まれている、ヤカの矢のコントローラー。ヨンドゥの口笛を精密な制御信号に変換する機能を持ち、ヨンドゥがヤカの矢を操る際に発光する。ヨンドゥはベアハートで、それまで頭頂部に埋め込んでいたタイプのものをネビュラに壊されたため、テイザーフェイスらへの反撃の際にトサカ状の試作品を新規に埋め込んだ。
ヨンドゥの葬儀の際に、これも共に火葬されたが、後にクラグリンが矢を飛ばす練習に使用していたものは試作品と同型のものだった。
保安リストバンド
登場作品：『ガーディアンズ・オブ・ギャラクシー』
キルン刑務所の看守らが片腕の神経に移植して身につけている装置。この装置で、刑務所全域に移動できるアクセスが得られ、クイルたちの脱獄時には、ロケットの計画に必要なものとして、ガモーラが看守の一人から強奪する。
バース・ポッド（Birth Pods）
登場作品：『ガーディアンズ・オブ・ギャラクシー:リミックス』
ソヴリン人が同族を生み出すために用いる、出産・保育装置。アイーシャによると、管理しているDNAをこの装置に注入して子孫を産み出す。
ガーディアンズの討伐に失敗したアイーシャが、この装置で“アダム”という名の新たな存在を生み出そうとする。
服従ディスク（Obedience Disk）
登場作品：『マイティ・ソー バトルロイヤル』
サカールで奴隷として扱われる者の身体に埋め込まれる小型ディスク。これを埋め込まれた者は、連動するリモコン操作で激しい苦痛に襲われ、全身が痙攣・麻痺する。皮膚だけでなく、着衣に取り付けてもその効果が発揮される。皮膚に強く食い込むため素手のみの力で直接取り外すことは非常に困難であり、取り外しにもリモコン操作が必要不可欠である。
コーグたちのほか、ソーもヴァルキリーによって首筋に埋め込まれ、リモコンを持つ彼女やグランドマスターによって苦しめられたが、機転を利かせてヴァルキリーからリモコンを奪い取って、取り外しに成功。コーグたち全ての奴隷の分も外され、後にソーがロキを出し抜く際にも使用する。
フォトン・インヒビター（Photon Inhibitor）
クリー人によってヴァースの首筋に取り付けられたパワー抑制装置。
記憶操縦装置
スクラル人が拘束した人物の記憶を調べるために使用する大型装置。

### その他
TVAホロプロジェクター
タイムシアターで使われる、ホログラム再生機で、変異体の過去、現在、未来の映像をフィルムでスクリーンに投影する。

## ビークル

### 地球

#### ハンク・ピム製のビークル
T-34
登場作品：『アントマン』
ピムが縮小して携帯していた戦車。普段はキーホルダーとしてピム邸の地下室のキーに取り付けてあるが、ピム親娘が爆薬の爆破時間が迫るピム・テック本社屋から脱出するために、拡大させて搭乗。本社屋の壁面を突き破って脱出する。
また、ダレンが再生したS.H.I.E.L.D.の監視カメラ映像にも登場していた。
ホットウィール・コレクション（Hot Wheels Car Collection）
登場作品：『アントマン&ワスプ』
ピム父娘が保有するミニカーセット。24台分のさまざまな自動車を縮小し、タイヤ型の格納ボックスにストックしており、必要時に使用したいミニカーをボックスから取り出してリモコン操作で拡大させ、縮小された自動車そのものであるため実車と同様の操作で運転が可能。運転中も専用のレバー操作で車体を縮小・拡大させることができる。縮小中は、当然ながら車内にある全てのものも縮小するが、同時にドアの開閉も不能となる。
ジャネット救出後には、スコット・ホープ・キャシーの3人が、ドライブインシアターのように屋外へノートパソコンと多数のミニカーを並べ、ノートパソコンで再生した『放射能X』を観賞する。
メルセデス・ベンツ・スプリンター[W906]
ピム父娘がFBIからの逃亡生活中に主な移動手段として運転するライトバン。後部の貨物室には活動に必要な機材を多数搭載しており、ピム父娘のほかにスコットも運転し、バーチの一味やオートバイを駆るエイヴァと熾烈なカーチェイスを繰り広げたが、その末にクラッシュしてしまった。その後、ルイスがヒュンダイ・ヴェロスターに乗り換えた際に縮小され、突き飛ばされる。
ヒュンダイ・サンタフェTM型
ホープがスコットを彼の自宅から連れ出すために運転したSUV。縮小した状態で運転したため、鳩に突かれたこともあった。
ヒュンダイ・ヴェロスター（JS）
ルイスがカーチェイスの際にコレクションの中から選んで運転したサブコンパクトカーで、紫色のボディに施されたホットウィールのような炎のペインティングが特徴。スコットたちも縮小された本車両の中から『放射能X』を観賞するが、その最中に飛んで来た蛾に悩まされることとなる。
探査機（Quantum Vehicle）
登場作品：『アントマン&ワスプ』
ピム父娘が量子トンネルと共に開発した、2人乗りの量子世界探査用ポッド。先端に球状のコクピットが、後部と下部にはパイプやヘリコプターのようなスキッドと複数のエンジンが取り付けられた外観で、コクピット内には音声ナビや、シフトレバーなどが備わっている。
ピムが搭乗して量子世界に突入し、紆余曲折の末に再会できたジャネットも同乗させて帰還に成功する。

#### その他
1972年式 フォード エコノライン
登場作品：『アントマン』、『アントマン&ワスプ』、『アベンジャーズ/エンドゲーム』
ルイスの愛車のバンで、クラクションは軽快なメロディとなっている。最初は黄色い車体でルイスが出所したスコットの迎えに運転したほか、スコットもキャシーの誕生パーティーへ向かう際に使用した。
スコットたちがピム邸へ盗みに入ることを決定すると、デイヴたちによって車体色を灰色を基調とした青いラインが施されたものに変わり、大型のミラーやサイドボードなどが取り付けられた。以降は車両の運転を専門とするデイヴがハンドルを握るようになり、ピム・テック侵入作戦時にも様々な機材が追加で積載され、ルイスたちに運用される。
ルイスがエックス・コン・セキュリティを立ち上げると当社の車両にあてがわれ、スコットたちの量子ヒーリング粒子採取の際には縮小した量子トンネルを積んだが、トンネルを操作していたピム親子がデシメーションで消滅してしまい、スコットも量子世界に長時間取り残されてしまったため、5年後の時点では倉庫616に雑然と置かれていた。
しかし量子トンネルの再起動によってスコットが帰還すると、彼によってアベンジャーズ・コンパウンドにトンネルごと持ち込まれる。最後はサノスの群勢との最終決戦で、サノスが投擲した双刃刀の直撃で大破する。
スピリット・オブ・アメリカ号（Spirit of America）
登場作品：『スパイダーマン:ホームカミング』
ニューヨーク市マンハッタン区とスタテン島を結ぶスタテン島フェリーの一隻で、バルチャーの一味とマック・ガーガンらの取引の場となった。トゥームスらは11時に航行中の本船内で取引する予定だったが、ピーターの介入により失敗。トニーの通報を受けたFBI捜査官たちまで巻き込んだ乱戦の末に、船体は真っ二つに割れてしまった。しかし、駆けつけたトニーの活躍によって船体の完全分解は食い止められ、乗客たちも難を逃れる。
ステルス輸送機
クローキング機能や自動操縦機能を搭載するスターク社の輸送機。トニーによって新開発されたアベンジャーズの新武装などのさまざまな物資を乗せてアベンジャーズ・コンパウンドへ飛ぶが、その最中に物資を狙ったトゥームスと、彼を止めに来たピーターの激闘の場となる。
クワドジェット（Quadjet）
登場作品：『キャプテン・マーベル』、『ホワット・イフ...?』
アメリカ空軍がペガサス計画の一環で試作した特殊航空機で、ペガサス計画の実験施設の格納庫に駐機されていた。機体のディティールや配色は異なるものの、エンジンと尾翼の配置など大まかな構造はクインジェット（S.H.I.E.L.D.仕様）と同等であり、ノーレックスの手で改造されることで大気圏突破・再突入や地球だけでなく宇宙空間での航行も可能となるなど、試作機であるにもかかわらず非常に高い汎用性を誇る。武装は主翼に3門ずつ搭載されたブローニングM2。
ヴァースとフューリーがペガサス計画の実験施設で、タロスたちの追跡を振り切るために、グースを巻き込みながら搭乗・奪取しヴァースの操縦で施設の離脱に成功。後に和解したタロスらの手で宇宙船に改造され、以降はマリア・ランボーが操縦し、地球の大気圏突破から再突入、ミン・エルヴァとのドッグファイトにまで運用される。
スターク・ジェット
スターク社が保有するビジネスジェットの一機。機内後部には小規模のラボが構えられている。2024年時に、ハッピーがピーターを支援する目的で運用する。
宇宙探査車（S.W.O.R.D. Space Rover）
登場作品：『ワンダヴィジョン』
S.W.O.R.D.が開発した「最強」と呼ばれ、シェルター級の硬度を誇る探査車。フロント部分には車両コード“9219-R”が記されている。ワンダとの対話のためにウエストビューへの再突入を望むモニカの依頼を受けてグッドナーが手配したものだが、急遽現地に搬送されたためか荷台の上部に複数の機材がバンドで固定された状態で登場した。
モニカは宇宙服のような防護服に身を包むと、本車両に乗り込んで運転し、ヘックスを通過しようとしたが、本車両でも密度が増したヘックスに進行を阻まれてしまい、ヘックスを沿うように浮き上げられ、弾き飛ばされてしまった。ヘックスにめり込んだフロント部分がトラックのような外観に変化したが、弾き飛ばされる寸前にモニカは脱出し、その直後に生身でヘックスへの再突入を強行する。
輸送機
レッドルームで人員移送用に行使される航空機。

### 宇宙

#### ダーク・エルフ
登場作品：『マイティ・ソー/ダーク・ワールド』
ハロウ（Harrow）
ダーク・エルフが使用する、戦闘攻撃機。高い強度を持つ黒い石のような外装で、正面に長大な刃状の物体、中心部分に赤く光る発光部、下部には乗降用の自動ドアが備わる特異な形状だが、十数名もの人員が搭乗可能で、コクピットには座席はないものの、操縦用のカウンターや外部の様子をワイヤーフレームで表示するモニターが搭載されている。機体を傾けたままでの飛行や急旋回にローリング、高速での体当たりを可能とし、3門のビーム砲で武装しており、更に迷彩機能まで備えるなど、非常に高性能な戦闘攻撃機である。
ダーク・エルフ群に運用され、アスガルドを攻撃し、王宮に激突して残された1機にソーがジェーンやロキと同乗してアスガルド脱出のために操縦する。
アーク（Ark）
ダーク・エルフが使用する、巨大宇宙戦艦。アルファベットの“T”がそのまま直立したような意匠の戦艦で、ハロウと同様に高い強度を持つ黒い石のような外装となっており、上部には数百人の乗員の居住区と赤く光る発光部が存在し、着陸時に乗員が地上へ降りる際には、上部と下部を繋ぐエレベーターと、下部に生成されるタラップを使用する。内部の居住区には乗員用の休眠装置が多数備わり、ハロウも複数機分格納し、出撃させることも可能。攻撃用の武装は確認されてないが、ハロウと同様に迷彩機能を搭載しており、その性能はヘイムダルの目でも視認できないほど優れている。
5000年前の戦闘では数隻存在したが、窮地に陥ったマレキスの最後の反撃として、多数の本艦がアスガルド軍に特攻して大破した。残った1隻はマレキスやアルグリムら生き残ったダーク・エルフが休眠する拠点として小惑星帯にとどまっていたが、現代にエーテルが出現したことを機に、目覚めたダーク・エルフ群により再び運用された。ソーとの戦いでマレキスが激突したことで倒壊し、地面に倒れ込む直前にセルヴィグによってグリニッジからスヴァルトアールヴヘイムへワープし、マレキスを巻き込んで大破する。

#### ラヴェジャーズ（ヨンドゥの部隊）
エクレクター号（Eclector）
登場作品：『ガーディアンズ・オブ・ギャラクシー』、『ガーディアンズ・オブ・ギャラクシー:リミックス』
ラヴェジャーズのヨンドゥの部隊の旗艦である、赤くモジュラー型の船殻が特徴の巨大宇宙船。船内はヨンドゥたち100人以上のクルーの居住空間となっており、ミラノ号やMシップなどの小型宇宙船を多数格納し、下部のハッチから発艦する。吸引光線を放つことも可能。
テイザーフェイスがクーデターを起こして乗っとると、船内は完全に騒がしいだけで品性のかけらも無い荒くれ者の溜まり場と化した。だが最終的にヨンドゥに見限られることとなり、テイザーフェイスらの粛清後に、動力炉の爆破によって後述のクオドラント3を残し大爆発する。
クオドラント3（Quadrant）
登場作品：『ガーディアンズ・オブ・ギャラクシー:リミックス』
エクレクター号の後部ブロックである宇宙船で、運用する際には内部のレバー操作で本船であるエクレクター号から分離させる。ジャンプ機能も有し、ライフルの格納スペースも備えている。
ロケットやヨンドゥたちのエクレクター号からの脱出時にクラグリンの操作で起動し、彼らが搭乗すると大爆発するエクレクター号を後にして、エゴの星へ向かうために700回連続でジャンプを行った。その後は、クラグリン1人が本船で衛星軌道上に待機し、エゴが猛威を振るうと、宇宙船を失ったガーディアンズたちの救出船として機能した。そして彼らはここでヨンドゥの葬儀に立ち会う。
Mシップ（M-Ships）
登場作品：『ガーディアンズ・オブ・ギャラクシー』、『ガーディアンズ・オブ・ギャラクシー:リミックス』、『ホワット・イフ...?』シーズン1第9話
ラヴェジャーズのメンバーが運用する宇宙船。かつてミズーリ州でクイルを拉致したのもこの機体である。コクピットの操縦席は左右の複座式でシフトレバーを備え、可変する主翼と尾翼に複数のタービンを搭載し、回転飛行や直立姿勢での空中静止などを難なく行うなど、高性能を誇る。ラヴェジャーズはこの機体を数十機所有しているが、小型機と中型機の2種類が存在し、各機ごとにカラーリングが異なるなど、マイナーチェンジされている。武装は各所に備わる数門の機銃。
ザンダーでの戦闘で、ラヴェジャーズに運用されてダーク・アスターを迎え撃ち、敵機のネクロクラフトとともドッグファイトを繰り広げる。
ヨンドゥたちをネビュラが捕らえた際には、報酬として彼女へクラグリンが本機を1機譲渡した。ネビュラはこれを操縦してエゴの星へ向かい、ガモーラを攻撃するが、洞穴に突撃して中破し、機体から外れた機銃をガモーラに利用され、その銃撃を受けて大破する。
アース21818のラヴェジャーズも運用しており、エゴが“拡張”を始めた際に地球のミズーリ州に複数機が飛来して、膨張したエゴの分身に攻撃を仕掛けている。
ウォー・バード号（Warbird）
登場作品：『ガーディアンズ・オブ・ギャラクシー』
ザンダーでの戦闘においてロケットが運用した小型Mシップの1機で、両翼に大型の機銃を備えている。ロケットは本機でダーク・アスターやザンダーの市街地を急降下爆撃するネクロクラフトを攻撃したほか、危機に瀕したローマン・デイの妻子を見事に救った。そしてロケットは、ガーディアンズの仲間たちを救うために、ダーク・アスターのフライト・デッキへ特攻し、ロナンを撥ね飛ばしたが、同時に本機も大破する。
マンデラ号（Mandela）
登場作品：『ホワット・イフ...?』シーズン1第2、9話
アース21818のティ・チャラ/スター・ロードたちラヴェジャーズが運用している中型Mシップ。その名は、南アフリカの政治家ネルソン・マンデラに由来していると言われ、モラグやコントラクシア、ノーウェアなど銀河中を飛び回っただけでなく、ワカンダやミズーリ州といった地球各地への来訪にも用いられる。
ラヴェジャー・コンストラクション（Ravager Construction）
登場作品：『ガーディアンズ・オブ・ギャラクシー』
ラヴェジャーズが保有する、機首に大型のキャノン砲が搭載された宇宙船。赤い機体色で、独特の形状が特徴。ザンダーの戦闘で2機分投入され、ヨンドゥの号令でダーク・アスターへ先制砲撃したが、敵艦のエナジー・シールドに防がれる。
レーザー・ドリル（Laser Drill）
登場作品：『ガーディアンズ・オブ・ギャラクシー:リミックス』
ヨンドゥが昔、盗みや銀行破りに使った小型のレーザー採掘船。ラヴェジャーズのシンボルがペイントされた黄色い曲線状の機体が特徴で、クオドラント3に搭載されていた。Mシップと同様に内部は二階層となっており、コクピットの操縦席は左右の複座式でハンドル操作により操縦する。外装には軌道が施されており、攻撃時には武装である多数のレーザー砲をスライドさせて一点集中砲撃や全方位への砲撃など、利便性が高い砲撃が可能。
エゴの星でグルート&ロケットとヨンドゥがクイルたちを救うために運用し、エゴの人間体に体当たりした。クイルたちを乗せると、星の中枢へと突撃し、エゴのコアへ攻撃を試みるが、そこに現れたソヴリン人の艦隊の集中砲火を受け機能不全となる。しかし左義手に配線を繋いだネビュラのエネルギーにより、強力な砲撃を放ち艦隊を全滅させた。しかしそれと引き換えに本機も爆破四散する。

#### サカール
ネクロクラフト（Necrocraft）
登場作品：『ガーディアンズ・オブ・ギャラクシー』、『アベンジャーズ/インフィニティ・ウォー』、『アベンジャーズ/エンドゲーム』
サカアラン兵が乗る小型宇宙船。黒い昆虫のような外観で、後部ハッチから乗降りし、離着陸時に両翼が駆動する。コクピット正面のスクリーンにターゲットサイトが備わり、武装は正面からの光弾。しかしポッドの体当たりで大破してしまうなど、装甲の強度は低い。冒頭のモラグから、ノーウェア、ザンダーまでサカアラン兵に運用された他、ガモーラやネビュラも本機を使用し、クイルもポッドに乗ったまま操縦するという奇抜な運用法を見せる。
ネビュラがサノスの拘束から脱した際にはサンクチュアリΙΙに多数格納されていた本機のうちの1機を、惑星タイタンへの移動手段として用い、タイタンに到着すると真っ先にトニーたちと交戦しているサノスに対して本機で体当たりをしかけている。その際に墜落はしたものの、機体は原型を留めていたことから、ロナンらが運用したもの以上に頑丈な強度であることがうかがえる。
2023年に勃発した最終決戦でも、サノスの群勢によって多数が運用される。
ウォーソング
ヴァルキリーが用いるサカールで最高の宇宙船。
コモドール（Commodore）
登場作品：『マイティ・ソー バトルロイヤル』
グランドマスターが所有する、乱行パーティー用の小型レジャー宇宙船。リング状の機体で、機体中央部の両側に乗降用ハッチがあり、コクピットには3人分の座席シートが備わっている。宇宙船の操縦経験に乏しい者でも難なく運用できるほど簡単な操作性で、計器のボタンを押すと、記録されたグランドマスターのホログラムと共にディスコ調のメロディーが流れ、派手な誕生日用花火を放つ。武装は皆無だが外装は意外と頑丈で、死の兵士の群れにまとわりつかれて墜落しても、損傷しないどころか機能不全も起こさなかった。アスガルドに到着後は、ソーが王宮の武器庫から持ち出した機銃が機内に設置され、用いられた。
ソーとヴァルキリー、ブルースがサカールを脱出するためにグランドマスターの宮殿の格納庫から奪取し、トパーズらとのドッグファイトから、アスガルドでの決戦まで用いられた。ヘラとの決戦では、ソーの提案を承諾したロキが王宮へ向かうために操縦し、アスガルド滅亡後には、宇宙を航行するステイツマンの天板の上に乗せられる。
ライオット・コントロール・シップ
登場作品：『マイティ・ソー バトルロイヤル』
グランドマスターが所有し、彼の警備隊が運用する暴徒鎮圧船。複数機存在するも、そのデザインは共通しておらず、さまざまな形状の機体が登場した。サカール脱出のためにコモドールやウォーソングを飛ばすソー、ブルース、ヴァルキリーをトパーズらが搭乗して複数機で追うも、ドッグファイトの末に全機撃墜される。
ステイツマン（Statesman）
登場作品：『マイティ・ソー バトルロイヤル』、『アベンジャーズ/インフィニティ・ウォー』
グランドマスターが所有していた巨大宇宙船。船体後部だけでなく底部にも備わる多数のエンジンで飛行し、劇中では内部に大勢の乗員を収容できる広間と、複数の酒瓶が置かれた個室が確認でき、双方ともに船外を一望できる窓がある。
ソーに出し抜かれたロキと、解放されて革命を起こしたコーグをはじめとするサカールで奴隷にされていた者たちに奪取され、彼らの脱出船として用いられた。そしてそのままアスガルドへ向かい、追い詰められていた大勢の国民たちやヘイムダルを助けだし、今度は彼らの避難船となった。アスガルド滅亡後は、ソーの決定で地球目指して宇宙を航行する。
しかし、アスガルドから22ジャンプポイントでテッセラクト/スペース・ストーンを狙って現れたサンクチュアリIIに襲撃されてしまい、エンジンが停止し、船内の生命維持機能が低下する状態にまで半壊させられてしまった。最終的にサノスがパワー・ストーンの力を行使したことでソーと残されたアスガルド人、ヘイムダル、ロキを巻き込んで爆散する。

#### サノスの群勢
サンクチュアリII（Sanctuary II）
登場作品：『マイティ・ソー バトルロイヤル』、『アベンジャーズ/インフィニティ・ウォー』、『アベンジャーズ/エンドゲーム』
サノスの群勢の母艦にしてブラック・オーダーの拠点となる超巨大宇宙戦艦。艦内の劇中描写はさほど多くはないが、サノスの玉座のみが置かれた広間と、ネビュラを分解して拘束し通信も可能な端末が置かれていた部屋などが登場する。また艦内は、リヴァイアサンやチャリオット、ネクロクラフト、Qシップ、アウトライダー・ドロップシップまで無数のビークルを格納しており、艦体下部から照射される艦内への乗降用光線や、外装各部のブラストを連射する対地対空両用の砲門まで装備も充実している。ガモーラの幼少期の回想にも登場していることから、長年サノスらに運用されていたことも窺える。
2018年には、ソーを含むアスガルド人たちを乗せたステイツマンを攻撃した。その後サノスがスペース・ストーンを入手すると、移動手段としては運用されず、連れ戻したガモーラにネビュラを痛めつけてソウル・ストーンの在り処を白状させるシーンの登場を最後に、現代の本艦の去就は不明となった。
後にアベンジャーズたちのタイムトラベル先の一つとなった2014年時の本艦は、当時のサノスらがヒーローたちのタイム泥棒作戦を認知したことで、モラグに向かってそこにいたネビュラを収容すると、彼女が持っていたピム粒子やタイムスペースGPSがきっかけとなり、サノスの群勢を乗せて2023年にタイムトラベルした。そこからサノスの指示によって、アベンジャーズ・コンパウンド一帯を2度も爆撃するが、遅れて戦地に駆け付けたキャロルの特攻攻撃によって撃墜され、最期はトニーのスナップによって消滅する。
チャリオット（Chariot）
登場作品：『アベンジャーズ』、『アベンジャーズ/エンドゲーム』
チタウリの多くが使用する小型の飛行馬車。複雑な彫刻のような外観のリフトで、本機と鎖で繋がった2体のチタウリが並列して搭乗し高速飛行させるが、クリントによると「小回りが利かない」ようである。前方から破壊光弾を発射可能。
ニューヨーク決戦時には、ワームホールが開くとチタウリはこれに搭乗し、ニューヨーク市街を攻撃して、アベンジャーズと激闘を繰り広げた。また、ロキやナターシャも搭乗している。
2023年に勃発した最終決戦でも、サノスの群勢によって多数が運用される。
チタウリの母艦（Chitauri Command Center）
登場作品：『アベンジャーズ』
ワームホールの彼方の宇宙空間に待機していたチタウリの戦艦。非常に巨大且つ鋭利な突起が多数散見されるなど異様な外観で、リヴァイアサンを多数格納しているが、あまりの巨体から移動速度は遅く、耐久性も低い。インプラントを通してチタウリやリヴァイアサンを直接操り、戦術関係を調整しているため、本艦が破壊されるとチタウリやリヴァイアサンも全て機能停止になってしまう。
ワームホールの彼方からニューヨークへ絶え間なくチタウリやリヴァイアサンを送り続けていたが、ワームホールからトニーが押し込んできた核ミサイルの直撃により大破し、ニューヨークでの戦闘に終止符が打たれた。
Qシップ（Q-Ship）
サンクチュアリΙΙに設置されているドーナツ状の大型宇宙船。
アウトライダー・ドロップシップ（Outrider Dropship）
Qシップに複数搭載された、アウトライダーズ専用の二等辺三角形型の巨大ポッド。
スラッシャー（Thresher）
登場作品：『アベンジャーズ/インフィニティ・ウォー』
ドロップシップに搭載されていたと思しき地上用大型マシン。

#### その他
スキフ
アスガルド軍が国の防衛のために使用する、空飛ぶ小舟。
スター・ブラスター（Star Blaster）
登場作品：『ガーディアンズ・オブ・ギャラクシー』、『ガーディアンズ・オブ・ギャラクシー:リミックス』
ノバ軍が保有する、星型の機体と可変翼が特徴的な小型戦闘機。コクピットは1人乗りの単座式で、円形の一対の操縦桿を握って操縦する。武装は機種の2門の銃口から放つオレンジ色の光弾と捕縛光線。複数機でフォーメーションを組むことで巨大エナジー・フィールドを構成することが可能。
ザンダーの街中で小競り合いを起こしたクイルたちの制圧では3機出動。後にガーディアンズたちを援護するために、多数の編隊がダーク・アスターの侵攻を食い止めようとしたが、ロナンとダーク・アスターの反撃で全滅する。
マイニング・ポッド（Mining Pods）
登場作品：『ガーディアンズ・オブ・ギャラクシー』
ノーウェアで、現地の資源採掘に用いられる、産業用小型宇宙ポッド。1人乗りの機体だが、外装は破壊不能の産業用素材でできており、コクピットにはグローブ型の操縦桿と通信機が備わり、武装は無いがさまざまな道具を接続するマウントと、ビームロープで繋がる一対のマニピュレータが備わる。
ノーウェアで、クイルとロケットがラヴェジャーズから逃げながら、ネビュラらに追われるガモーラを援護するために使用し、武装が無いにもかかわらず、敵のネクロクラフトを複数撃墜する。
オムニクラフト（Omnicrafts）
登場作品：『ガーディアンズ・オブ・ギャラクシー:リミックス』
ソヴリン人が多数保有する、遠隔操縦式の小型宇宙船。5基のエンジンを搭載し、ソヴリンの施設内にある大型筐体ゲームのようなコントローラーで遠隔操縦する。機体前面は操縦者の姿をリアルタイムで映し出すモニターとなっており、武装は機体左右に装備されたビーム砲。ジャンプを行う際には、専用のユニットを搭載し、実行後には切り離す。アイーシャが操縦する機体は、主翼の形状がほかの機体と異なる。
ガーディアンズを敵と見なしたアイーシャの指示により艦隊を組んで出撃し、2度に渡ってガーディアンズたちを苦しめたが、いずれも全滅する。
エゴの宇宙船（Ego's Ship）
エゴのアバターが運用する小型宇宙船。
列車（Lamentis-1 Train）
登場作品：『ロキ』
“ラメンティス1号星”の地表に敷設された線路を走る鉄道車両。車内にはバーカウンターが置かれたラウンジがある。惑星滅亡寸前の現状から“箱舟”の発着所がある街へ運行していたが、依怙贔屓により裕福な者たちだけが切符を購入して乗り込むことが許され、不正乗車に備えて警備兵も乗車している。
ラメンティス1号星に落ち延びてタイムパッドを使えなくなったロキとシルヴィは、箱舟に辿り着くために町外れの駅から魔法を使って本車両に乗り込むことに成功。2人は車内で徐々に打ち解け始めるが、ロキが酔って警備兵の擬態を解いたことでヒックスらと乱闘を起こし、結果2人は車内から追い出されてしまう。
タウエレトの船
登場作品：『ムーンナイト』
ドゥアトの砂漠を航行する木造の船。甲板には船体を動かす舵棒など、最小限の設備のみが置かれているが、船内は人間には理解し難いドゥアトの本質から、乗船した魂各々に理解しやすい形で構築され、彼らの生前の出来事の多くを再現・目視できるようにも変化し、魂が突然現在いる場所から別の場所にテレポートされることや、多重人格者は個々に分離され副人格が石棺の中に閉じ込められるなど、異常なほど不可思議な空間となっている。マークがドゥアトに彷徨い込んだ際には、彼のトラウマと精神疾患から“パットナム精神病院”の院内で構築され、『トゥーム・バスター』をはじめとするVHSや金魚のガスが泳ぐ金魚鉢などが置かれ、ビンゴ大会が催されていた広場や、ハロウに酷似した精神科医のカウンセリングルーム、マークが手にかけてきた人物が多数待機していた薄暗い待合室が構えられ、レイラやボビー&ビリーとベックに瓜二つの病院スタッフ、入院患者としてドナ、クロウリーまで登場し、このほかにも、前述の石棺が1つずつ置かれた部屋や、博物館でジャッカルを叩きのめしたマーク/ムーンナイト、星座を操作するコンスとスティーヴン/Mr.ナイト、スペクター家、コンスの寺院など、ドアの向こう側にマークやスティーヴンの複数の過去を再現した空間が登場した。
また、砂丘からアアルに辿り着けなかった魂である“亡者”が現れて時折船に乗り込んでは、乗船した魂を砂の海に引き摺り落とそうと襲い掛かってくることがある。

## その他
モバイル研究所（Mobile Laboratory）
登場作品：『アントマン&ワスプ』
ピム父娘が新開発したラボ。外観は古びたオフィスビルで、セキュリティドアがある1階フロアも蝿が飛び回るほど埃まみれだが、セキュリティドアや照明・エレベーターなどは問題なく機能し、中層階にある研究室はかなりの大規模な空間で、量子トンネルや拡大化したボリュームダイヤル、電球、クリップ、駆動する三角形型の多数の14セグメントディスプレイなど様々な機材や装置・物品が配置されており、ピムが操るアリの大群が働いている。
そして最大の特徴は、リモコン操作でブリーフケース大に縮小が可能なことで、車輪と伸縮するハンドルも取り付けられているため、トロリーバッグのように運搬ができ、同時にピムは奪われた場合も想定して、追跡装置も取り付けた。また、アントマン・スーツの回析部を応用することでも、ラボの位置を特定できる。
ピム父娘は、このラボと共にFBI当局から逃亡しながら、ジャネットを救い出す研究を続けていた。しかし、本作における重要な施設/アイテムであるため、金儲けのためにピムの研究成果入手を企むバーチの一味や、ラボの中の量子トンネルを利用して自らの延命を図るエイヴァに狙われ、彼らを相手にスコットとピム父娘は長く激しい三つ巴の争奪戦を繰り広げる。
フェロモン・ロック（Pheromone Rock）
登場作品：『ブラック・ウィドウ』
ウィドウズに施されたドレイコフへの謀反対策。ドレイコフの臭いを嗅いだウィドウは、ドレイコフに対し自身の意に反してパンチなどの打撃を寸止めしてしまい、銃の引き金も引けなくなるなど、直接危害を加えられなくなってしまう。これは現役のウィドウズだけでなく、ナターシャやメリーナにも施されている。
ドレイコフと対峙したナターシャは、その身をもってこの効果を味わうことになったが、事前にメリーナから教えられていた対策として、ドレイコフの臭いを嗅げないようにするために机に自らの鼻筋を強打して曲げる荒療治を行い、ドレイコフへの反撃に成功する。
オイスター・パーペチュアル・デイトジャスト
登場作品：『ホークアイ』
ローラ・バートンが以前愛用していたとされ、裏蓋にS.H.I.E.L.D.のロゴと19の刻印が施されているロレックスのヴィンテージものの腕時計。何らかの理由でローラの手元を離れ、彼女の夫のクリントも2024年のクリスマスシーズンの時点で、「何年も前に壊れた腕時計」と思っていたものの、同時期に完品状態でニューヨークで開かれた闇オークションの会場に出品される直前となっていた。しかし、父の仇であるローニンへの手がかりである腕時計と睨むマヤ・ロペスの指示を受けたトラックスーツ・マフィアに強奪されたため、競売にかけられることなくマヤの手に渡り、彼女の自宅に保管された。
後にこのことを知ったクリントは、ローラや自分たちの身元に結びつく腕時計であることから奪還を決意し、ケイトがマヤの自宅に侵入した際に回収され、クリスマスの日に帰宅したクリントによってローラの下に戻る。
アメミットのスカラベ（Scarab of Ammit）
登場作品：『ムーンナイト』
アメミットのウシャブティが納められた墓への道筋を示すコンパスの役割を持つ黄金のオブジェ。古代エジプトで聖なる甲虫として崇拝されるスカラベを模した本体と台座で構成されており、具体的な原理は不明だが、起動させるとヒエログリフが刻印されている羽を広げた本体が台座から浮遊して動きだし、アメミットの墓（アレクサンダー大王の墓）の在処の方向を指し示しながらそこへ向かって進み出す。また、センフーの棺桶の棺材にあてがわれた地図と合わせることで、より正確な場所が分かるようになる。
かつて夫婦となったマークとレイラがアメミットの墓を探す労働の最中に入手したが、物語開始時にはハロウの教団が所持しており、ロンドンで冴えない日々を送っていたスティーヴンが気づかないうちにアルプスに赴いた際に、一時的に表へ出ていたマークが取り戻すことに成功してアルプスを後にするとロンドンの貸倉庫に保管され、後日スティーヴンの手を介してレイラに託された。しかし、このオブジェの奪取を企むハロウが召喚したジャッカルとの乱闘の際に、マークが再び手にして着衣のポケットに収めたが落としてしまい、ハロウに拾われる結果となった。
そしてエジプトに赴いたハロウらは、このオブジェを頼りにアメミットの墓に辿り着き、ハロウによって彼が一度射殺したマーク/スティーヴンの胸の上に餞別代わりに置かれた。だが、この様子を物陰から見ていたレイラがこのオブジェを使うと、ハロウらが奪ったアメミットのウシャブティの在処の方向を示し、彼女はハロウらを追うことができた。
ウシャブティ（Ushabti）
登場作品：『ムーンナイト』
“エネアド”が呪文を唱えることによって他のエジプトの神を封印しつつ作り上げる石の神像。ギザの大ピラミッド内の石棚には、この小像が多数並べられている。壊すことで小像の破片から煙が発生し、封印されていた神が解放される。
2000年前にアメミットが封印された小像は、アレクサンダー大王のミイラの喉の奥に挿し込まれていた。現代において、アレクサンダー大王の墓に辿り着いたスティーヴンによって発掘されたがハロウに奪われ、彼によってギザの大ピラミッド内の神々の議場で叩きつけられて壊され、アメミットが解放された。
また、同時期にはコンスも夜空を一時的に変貌させたことから、星座の操作を禁じていたエネアドに封印され、出来上がった彼の小像はセリムによって他の小像と同様、ギザの大ピラミッド内の石棚に安置された。しかし、ハロウらを止めるためにタウエレトの助言に従ったレイラが発見し、踏み壊したことでコンスも解放される。
正義の天秤（Scales of Justice）
登場作品：『ムーンナイト』
アヌビスを模した神秘的な天秤。生命を落として“ドゥアト”に堕ちこみ、案内役であるタウエレトの船に乗船した魂が“アアル”に到達する価値があるかどうかを判断するためのもので、古代エジプトの信仰で人の本性を象徴するとされる魂の心臓をタウエレトが抜き取り、共に秤へかけられた“真実の羽根”と釣り合えばアアルに辿り着くとされる。基本的には船の甲板に置かれているが、心臓と羽根が不均衡な場合に、タウエレトから均衡を保つための助言を受けて行動する魂のもとに現れることもある。
ドゥアトでマークとスティーヴンが出会ったタウエレトによって用いられ、彼ら2人の心臓は羽根とバランスが取れていなかったことから、タウエレトの助言でマークの過去のトラウマをスティーヴンが追体験して彼との関係の真相を徐々に知り、互いの存在を認め合って、船を襲った亡者からマークを救うためにスティーヴンが犠牲になると、最終的に2人の心臓と羽根の均衡が取れたことをマークに示す。